# Nueva York (estado)
Nueva York (en inglés, New York) es uno de los cincuenta estados que, junto con Washington D. C., forman los Estados Unidos. Su capital es Albany y su ciudad más poblada, la homónima Nueva York.
Está ubicado en la región Noreste del país, división Atlántico Medio, limitando al norte con el lago Ontario y el río San Lorenzo, que lo separan de Canadá; al este con Vermont, Massachusetts y Connecticut; al sureste con el océano Atlántico; al sur con Nueva Jersey y Pensilvania; y al oeste con el lago Erie y el río Niágara, que lo separan nuevamente de Canadá. Con 19 795 791 habitantes en 2015, es el cuarto estado más poblado (por detrás de California, Texas y Florida) y con 137,14 hab/km² es el séptimo más densamente poblado (por detrás de Delaware, Maryland, Massachusetts, Connecticut, Rhode Island y Nueva Jersey). Fue admitido en la Unión el 26 de julio de 1788, como el estado número 11.
Es el mayor centro financiero y comercial de los Estados Unidos, así como su mayor centro industrial.
No debe confundirse con la ciudad homónima, la Ciudad de Nueva York (nombre oficial: City of New York, o de modo informal, New York City), localizada en el extremo sur del estado. Por ello, al estado se le suele llamar «estado de Nueva York». La ciudad de Nueva York no es solo la mayor ciudad del estado, con sus 8,5 millones de habitantes, cerca de la mitad de la población estatal, sino también la mayor ciudad de Estados Unidos.
El apodo de Nueva York es «Empire State» («Estado Imperial»). Los historiadores creen que este apodo viene de un comentario hecho por George Washington quien una vez comentó que Nueva York era el centro del Imperio estadounidense. El lema del estado es «Excelsior», una palabra latina que significa «siempre arriba», «siempre en la cumbre» o «más alto aún».
Nueva York fue colonizado originalmente por los neerlandeses, que llamaron a la región Nuevos Países Bajos (Nieuw-Nederland). También fundaron un asentamiento en la isla de Manhattan, llamado Nueva Ámsterdam. Cuando Inglaterra capturó el estado de los neerlandeses, los ingleses renombraron como «Nueva York» tanto a la región como a la ciudad ubicada en Manhattan. Nueva York fue una de las trece colonias británicas que se rebelaron en la Guerra de la Independencia de Estados Unidos. En este estado tuvieron lugar un tercio de todas las batallas de la guerra.
Después de la guerra, Nueva York pasó a ser el 11.º estado en entrar a la Unión, el 26 de julio de 1788. Se convirtió en el más poblado del país alrededor de 1810, aunque fue sobrepasado por California en la década de 1960, por Texas en la década de 1990 y por Florida en la década de 2010.

## Historia

### Exploración y colonización europea

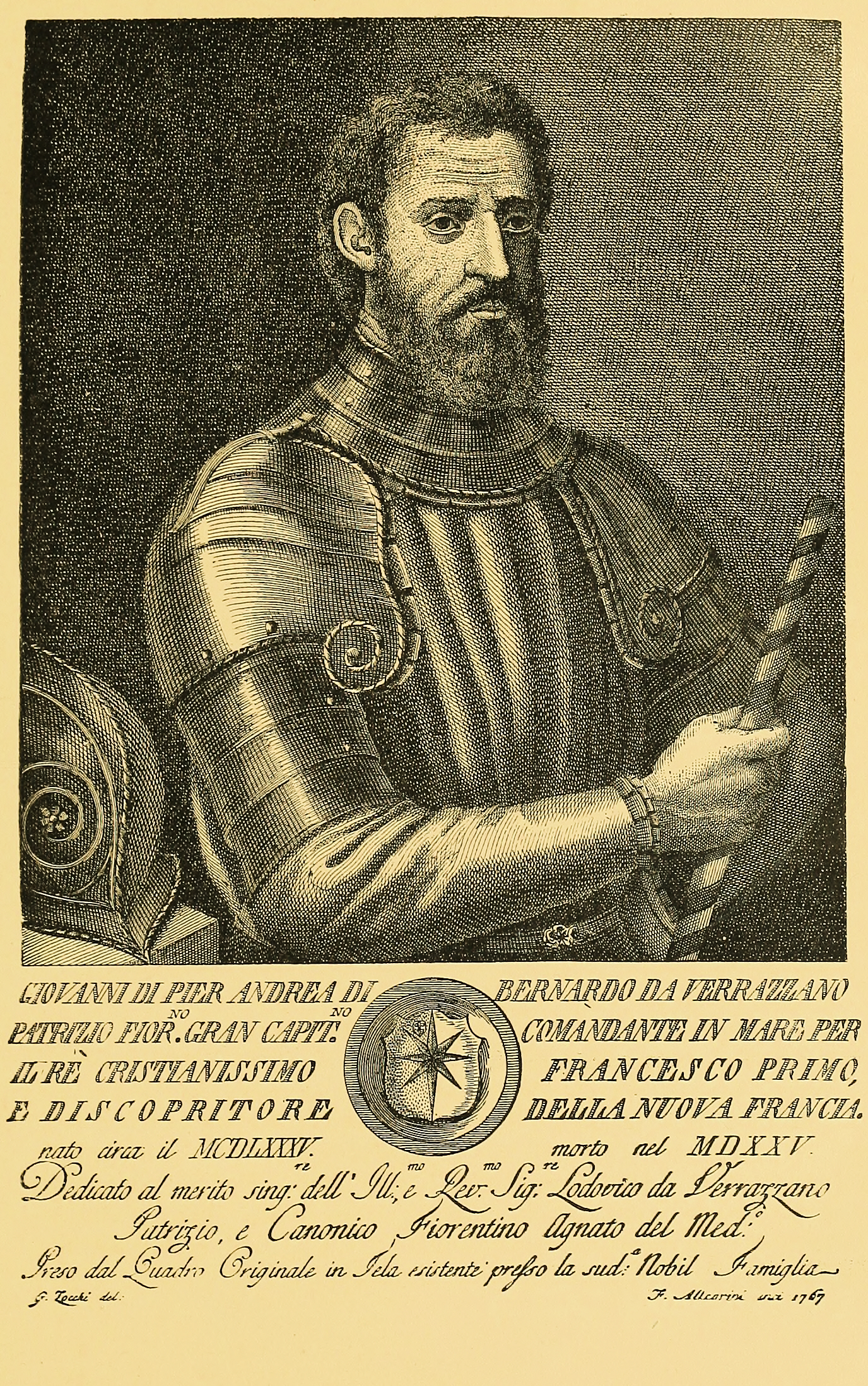
Giovanni da Verrazzano.

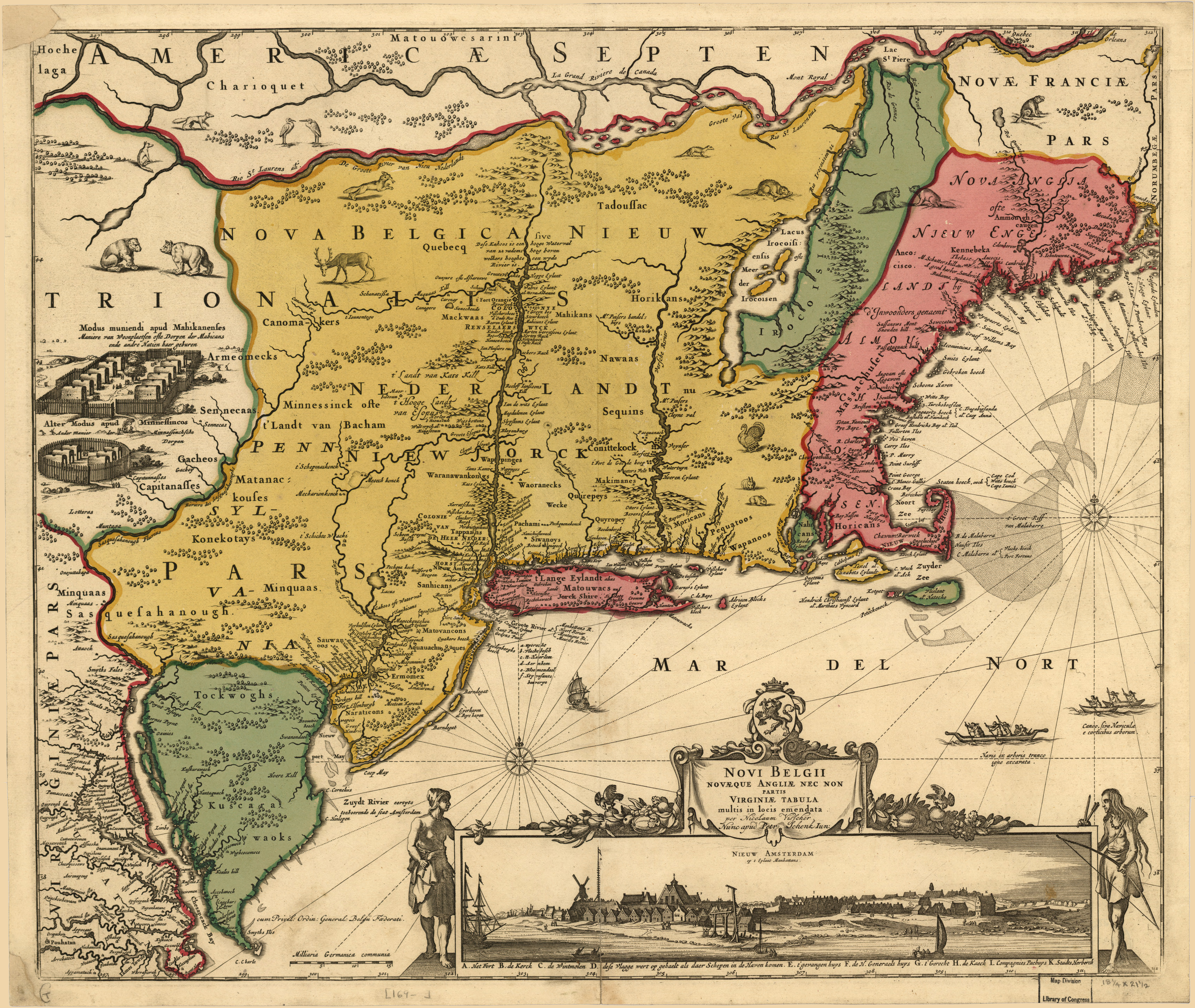
Mapa de los Nuevos Países Bajos.

La región donde se encuentra actualmente el Estado de Nueva York estaba habitada por dos grupos de nativos americanos mucho antes de la llegada de los primeros europeos a la región. Estos grupos eran los iroqueses y los algonquinos, que eran rivales entre sí. Los iroqueses estaban socialmente más organizados que los algonquinos, y tenían una notable jerarquía política y social, además de que estaban más avanzados militarmente.
El primer europeo en explorar la región donde actualmente está localizado el estado de Nueva York fue el explorador y navegante italiano Giovanni da Verrazzano, que exploraba en nombre de la corte francesa, y nombró a la región Nueva Angulema (Nouvelle Angoulême, en francés), en honor al rey Francisco I de Francia. Alcanzó el río Hudson alrededor de 1524.
En 1609, el inglés Henry Hudson, que exploraba en nombre de los Países Bajos, navegó río Hudson arriba, y oficialmente anexionó la región a los neerlandeses. Aquella región pasaría a ser conocida como Nuevos Países Bajos. Los neerlandeses fundaron varios puestos comerciales en la región, y establecieron relaciones comerciales con los indígenas iroqueses. En 1621, un grupo de mercantes neerlandeses crearon una compañía, la Compañía Neerlandesa de las Indias Occidentales. En 1624, el gobierno neerlandés dio a la Compañía Neerlandesa de las Indias Occidentales todos los derechos para comercializar con los Nuevos Países Bajos durante 24 años. Aquel mismo año, se envió una primera tanda de colonos, cerca de 30 familias, a la región, donde fundarían Fort Orange —que es la actual capital de Nueva York, Albany—.
En 1625, los neerlandeses fundaron una villa, e iniciaron la construcción de un fuerte, ambos en la isla de Manhattan. Ambos fueron llamados Nueva Ámsterdam, siendo la villa la capital de la colonia. La villa de Nueva Ámsterdam se desarrollaría hasta la que es actualmente la ciudad de Nueva York. En 1626, el gobernador de los Nuevos Países Bajos de la época, Peter Minuit, compró toda la isla de Manhattan a los indígenas que vivían en la región mediante el intercambio de productos que valían en total cerca de 24 dólares. Durante los años siguientes, los neerlandeses fundarían diversos asentamientos y villas en la región del actual estado de Nueva York.
En 1629, la Compañía Neerlandesa de las Indias Occidentales aceleró el proceso de colonización de los Nuevos Países Bajos. Implementó un sistema de latifundios, mediante el ofrecimiento de grandes extensiones de tierra a los miembros de la Compañía, quienes solo continuarían siendo propietarios de sus tierras si conseguían colonizar sus parcelas con un cierto número de colonos. La mayoría fracasó en cumplir este objetivo, pero un colono, Kiliaen van Rensselaer, alcanzó un gran éxito, colonizando las áreas donde actualmente se sitúan los condados de Albany, Columbia y Rensselaer. Gracias al éxito de Rensselaer, este sistema, en el que pocos latifundistas controlaban grandes fincas, y alquilaban parcelas menores de tierra a los granjeros, que estaban obligados a ceder un porcentaje dado de sus cosechas a los propietarios, persistió hasta la década de 1840, cuando una serie de revueltas puso fin a este sistema.

### 1664-1790

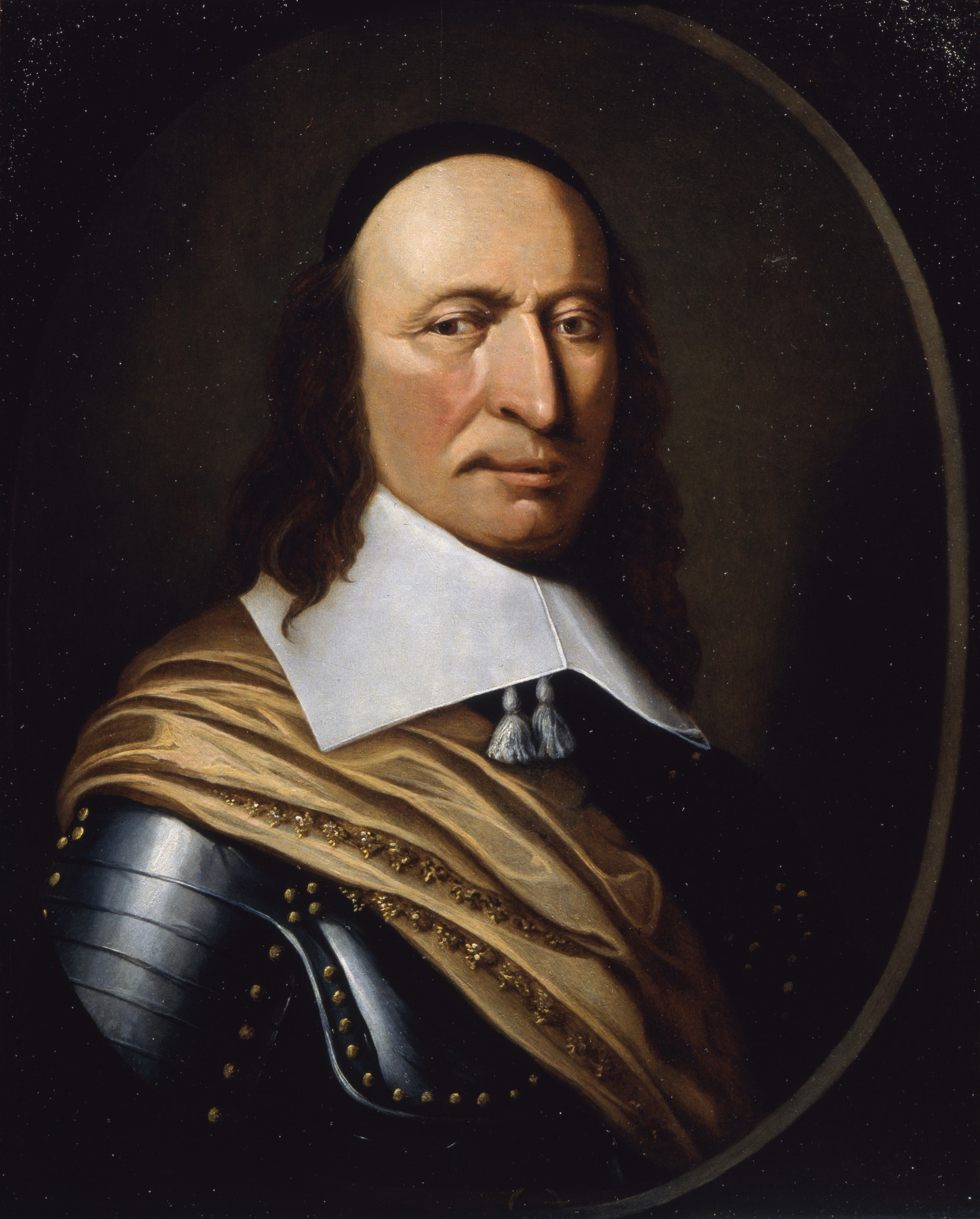
El gobernador neerlandés Peter Stuyvesant rindió los Nuevos Países Bajos a los británicos.

Durante las décadas de 1640 y 1650, numerosos colonos ingleses de la colonia inglesa de Connecticut se establecieron en Long Island, parte del actual Estado de Nueva York. Al principio, las relaciones entre los colonos ingleses y neerlandeses eran amistosas. Sin embargo, éstas fueron deteriorándose rápidamente a finales de la década de 1650. El rey Carlos II de Inglaterra decidió conquistar los Nuevos Países Bajos, enviando una flota naval en 1664, que echó el ancla en la capital de la colonia neerlandesa, Nueva Ámsterdam. El entonces gobernador de los Nuevos Países Bajos, Peter Stuyvesant, decidió rendirse sin resistencia.
Los «Nuevos Países Bajos» fueron renombrados como «Nueva York» por los ingleses, en homenaje al duque de York. El nombre de la villa de «Nueva Ámsterdam», por su parte, también sería cambiado a «Nueva York». Los franceses instalados en Nueva Francia, que comprende actualmente el este de Canadá, comenzaron a interesarse por el norte de la colonia inglesa de Nueva York alrededor de 1680. El explorador francés René Robert Cavelier de La Salle exploraría el norte de Nueva York en 1669. En 1731, los franceses construyeron un fuerte en Crown Point, en el Lago Champlain, y reivindicaron el norte de Nueva York. En 1689, se desató la guerra entre Inglaterra y Francia, e inmediatamente Nueva York pasó a ser escenario de numerosos enfrentamientos entre ingleses y franceses. Estas batallas, que se conocerían globalmente como Guerras Franco-Indias, tuvieron lugar entre 1689 y 1763. Los ingleses, en clara superioridad numérica, y con el apoyo de los nativos algonquinos, derrotaron finalmente a los franceses, y capturaron Nueva Francia en 1763.

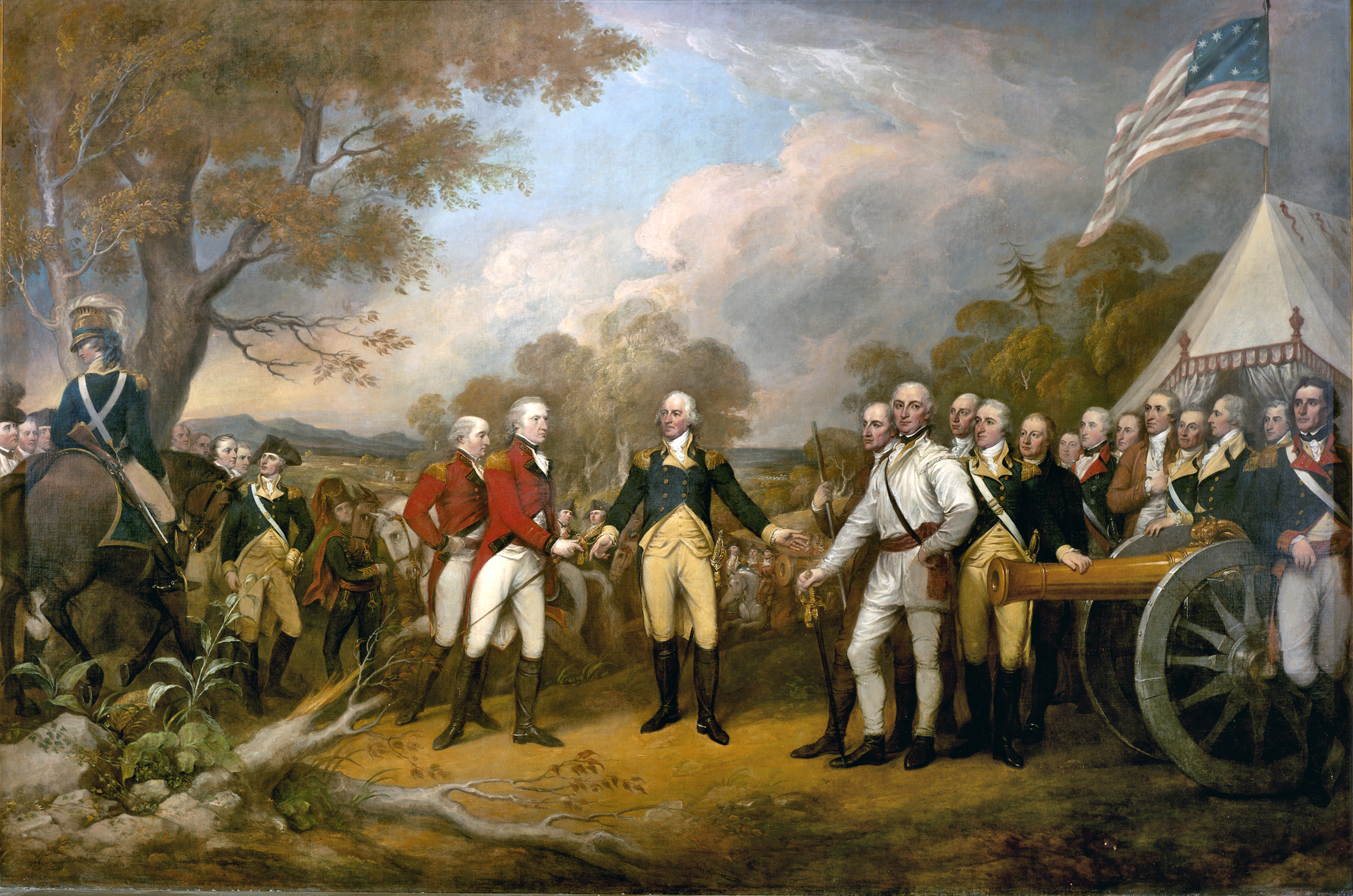
El general británico John Burgoyne se rinde en Saratoga en 1777. Cuadro de John Trumbull.

El control británico en las colonias de América del Norte era motivo de descontento entre la población del Estado de Nueva York. En la década de 1730, el periodista John Peter Zenger criticó duramente al gobierno británico, y fue preso por ello. Sin embargo, el jurado, en 1735, consideró a Zenger inocente, alegando libertad de prensa, lo que supuso una gran victoria para la prensa estadounidense.
Los habitantes del estado tampoco se sentían conformes con los impuestos que gravaban los productos fabricados en las colonias ni con la autoridad de los jueces ingleses, y Nueva York fue una de las Trece Colonias británicas que se rebelaron contra el Reino Unido en la guerra de Independencia de los Estados Unidos. Durante aquella guerra, cerca de 30 000 personas leales a Inglaterra abandonaron la colonia. Nueva York fue escenario de varias batallas importantes, como la batalla de Saratoga, aunque la ciudad homónima fue capturada inmediatamente, a comienzos de la guerra, por los británicos, que abandonaron la ciudad solo después del fin de la misma.
El 9 de julio de 1776, el congreso provincial de Nueva York se reunió en White Plains, aprobando definitivamente la Declaración de Independencia de Estados Unidos de América, adoptada por el Congreso Continental cinco días antes, el 4 de julio. Nueva York ratificó los Artículos de la Confederación el 6 de febrero de 1778.
El fin de la Guerra de la Independencia hizo posible desarrollar las tierras que forman actualmente el oeste del Estado de Nueva York, que hasta entonces no formaban parte de ninguna de las antiguas Trece Colonias. Nueva York y Massachusetts reivindicaron la región. Por el Tratado de Hartford, de 1786, Nueva York tendría derecho a la soberanía de las tierras, mientras que Massachusetts tendría el derecho de adquirir las tierras de la región de los nativos americanos. Diversos grupos intentaron saltarse el tratado, sin éxito. Un contrato de arrendamiento de 999 años, firmado en 1787, fue rápidamente anulado por el legislativo de Nueva York y de Massachusetts.

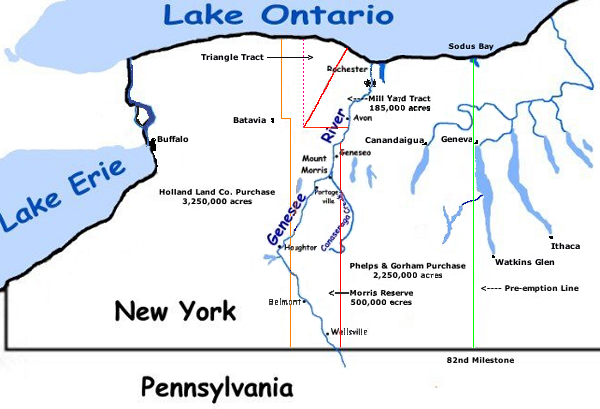
Compras de Phelps y Gorham.

El 1 de abril de 1788, la región fue vendida a Nathaniel Gorham y Oliver Phelps, de Massachusetts, por un millón de dólares, a ser pagados en tres partes anuales. Gorham y Phelps, sin embargo, solo adquirieron los derechos de propiedad después de comprar estas tierras de los nativos americanos que habitaban la región, e inmediatamente abrieron negociaciones con los nativos americanos de la región, habiendo adquirido así las tierras al este del río Genessee de los nativos a través del Tratado de Buffalo Creek, el 8 de julio de aquel mismo año. Gorham y Phelps sin embargo, rápidamente entraron en dificultades económicas, y acordaron ceder las tierras al oeste del río Genessee a Massachusetts en 1790. El 12 de marzo de 1791, Massachusetts vendió todas estas tierras a Robert Morris, quien, a su vez, inmediatamente las vendió a la Holland Land Company. Por el Tratado de Big Tree, firmado en septiembre de 1797, Morris compró las tierras al oeste del Genessee de los nativos americanos. En 1802, la Holland Land Company abrió una oficina de ventas en Batavia, e inició la venta de las tierras de la región a terceros. La oficina aún existe en tiempos actuales, convertida en museo.
Mientras tanto, durante el proceso de planificación del sistema de gobierno federal, Nueva York se opuso a la instalación de un gobierno centralizado. Después de intensas discusiones entre Nueva York y otros estados (o futuros estados) estadounidenses, sobre temas relacionados con el gobierno estadounidense, Nueva York concordó en ratificar la Constitución de los Estados Unidos de América el 26 de julio de 1788, pasando a ser el 11.º estado en formar parte de la Unión. La ciudad de Nueva York fue temporalmente la capital del país, de 1785 a 1790, que fue cuando la capital nacional se cambió permanentemente a Washington, D. C. En la ciudad de Nueva York, George Washington fue investido primer presidente de los Estados Unidos.

### 1790-1900

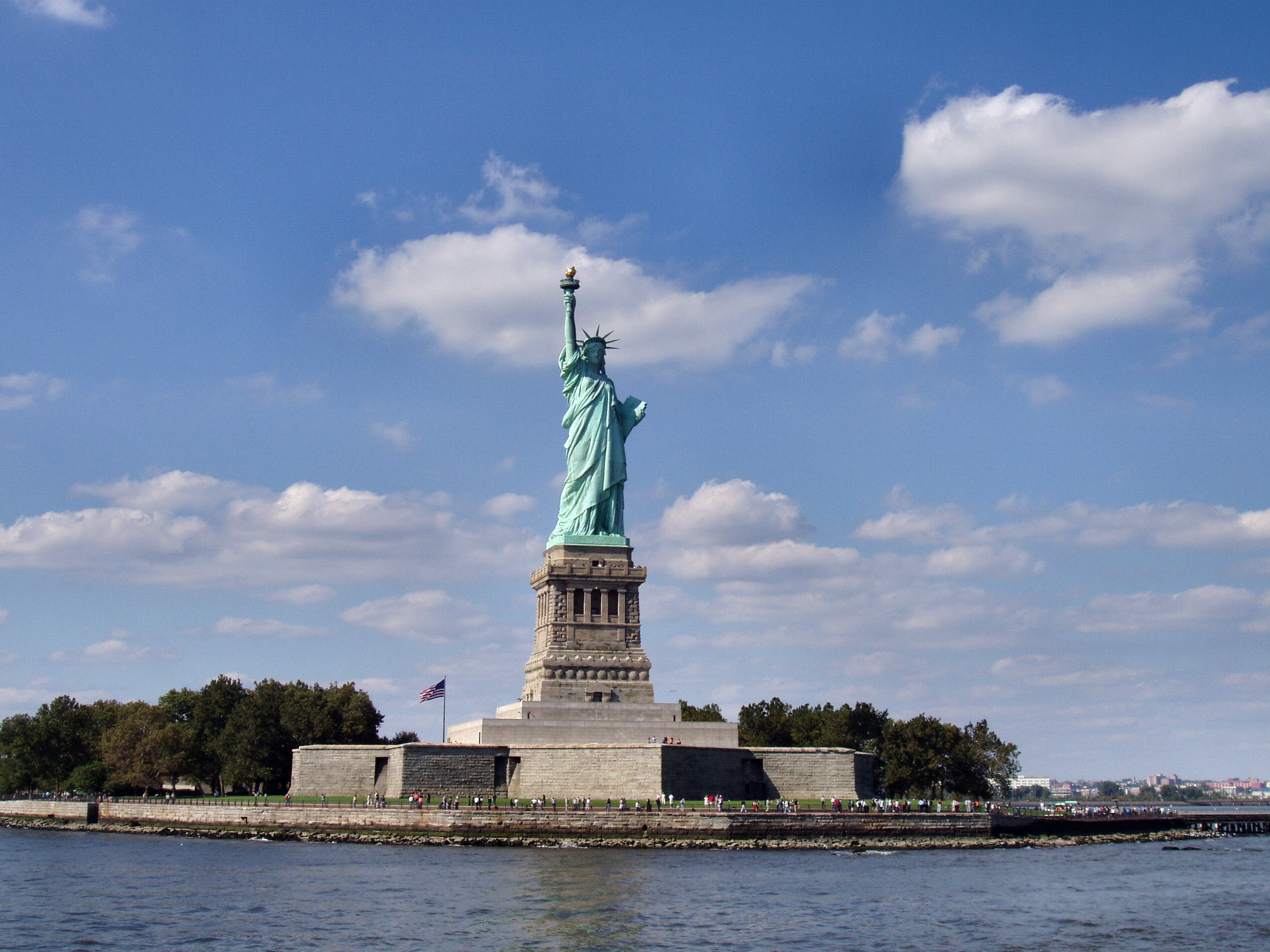
La Estatua de la Libertad, inaugurada en Nueva York en 1886, era lo primero que veían los inmigrantes que llegaban a la ciudad.

Nueva York creció rápidamente después de la independencia de Estados Unidos, y en 1810, ya era el estado más poblado del país, con una población de 959 000 habitantes. Sin embargo, la Guerra de 1812 interrumpió temporalmente esta época de crecimiento. Las tropas británicas invadieron Estados Unidos, partiendo de Canadá, y tuvieron lugar algunas batallas de poca importancia en el estado. Sin embargo, Nueva York continuó prosperando económicamente después de la guerra. Muchas personas venían de otras regiones del país, así como inmigrantes de Canadá, y muchos de ellos se instalaron en el interior del estado. Así, alrededor de 1820, Nueva York ya tenía 1 380 000 habitantes, de los cuales unos 500 000 vivían en el extremo occidental del estado, región fronteriza anteriormente despoblada. Después del final de la guerra, muchas personas de otras partes del estado o del país pasaron a instalarse en las regiones fronterizas, aún despobladas o poco habitadas.
La construcción del canal de Erie hizo del Estado un gran centro de transportes, convirtiendo a la ciudad de Nueva York el mayor centro portuario de América, sobrepasando a Boston y a Montreal. No solo el canal suministraba acceso al interior del estado, sino que también proporcionaba un atajo entre el océano Atlántico y los Grandes Lagos, conectando el lago Erie con la bahía de Nueva York. Alrededor de 1850, Nueva York ya era firmemente conocido en el país como el Empire State, y era el mayor centro comercial, industrial y poblacional de Estados Unidos.

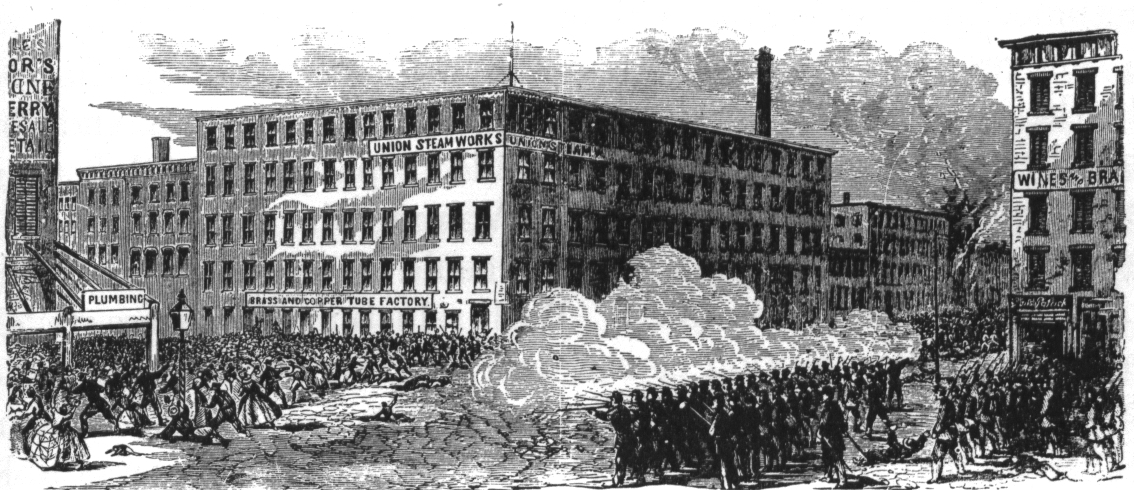
Grabado de tropas federales disparando a la multitud, en el motín de Nueva York de 1863.

En 1839, se inicia un gran movimiento popular contra el sistema de latifundios y alquiler de tierras. Este sistema causó el endeudamiento de muchos campesinos que cultivaban las tierras de los latifundistas, ya que los porcentajes de la cosecha que los primeros debían entregar a los segundos eran muy altos —en torno a un 60-70%—. Durante la década de 1840, numerosos manifestantes, disfrazados de nativos americanos, atacaron estos latifundios. Este movimiento, en sus comienzos solo era una manifestación popular, luego se convirtió en una gran fuerza política en el estado, y durante las décadas de 1840 y 1850, dichos latifundios pasaron a ser fragmentados en granjas independientes de menor tamaño.
En 1861, se desata la guerra civil estadounidense. La mayoría de la población del estado estaba en contra de la esclavitud. Muchas personas, sin embargo, estaban en contra del alistamiento militar forzoso, impuesto por el gobierno estadounidense en 1863. En julio de aquel mismo año, se dieron motines populares durante cuatro días en la ciudad de Nueva York (los conocidos como Draft Riots), causando cerca de 500 muertos y más de 1,5 millones de dólares en daños. El motín tuvo fin con la llegada de tropas estadounidenses, que impusieron el orden en la ciudad.
De la década de 1860 en adelante, inmigrantes europeos —especialmente italianos, alemanes, irlandeses y polacos— comenzaron a instalarse masivamente en el estado, especialmente en la ciudad de Nueva York. Actualmente, los descendientes de italianos son el grupo étnico mayoritario del estado.

### 1900-Actualidad
El 6 de septiembre de 1901, el presidente William McKinley es asesinado en la Exposición Panamericana de Búfalo. Theodore Roosevelt, que ya había ejercido de gobernador del estado de Nueva York en 1899 y 1900, era el vicepresidente de McKinley y asumió la presidencia del país.
Nueva York prosperó económicamente con y después de la Primera Guerra Mundial. Las fábricas producían armamentos y otros materiales militares, y el puerto de Nueva York se convirtió en un importante centro de envío de tropas de Estados Unidos a Europa.
El Estado de Nueva York fue el más duramente alcanzado por la Gran Depresión, en la década de 1930 —especialmente en la ciudad de Nueva York. La tasa de desempleo en las ciudades creció espectacularmente (un 30% o más), los salarios disminuyeron, y hubo una inmensa deflación de precios —sin contar efectos secundarios, como la falta de vivienda, resultante del impago de los alquileres, por ejemplo. En el campo, la situación no era mejor. Los granjeros no tenían dinero y las deudas se acumulaban.

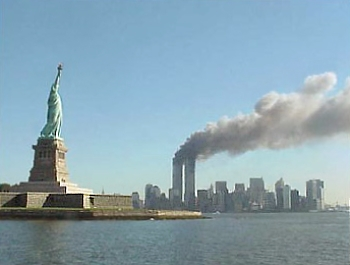
El World Trade Center en llamas tras los atentados del 11 de septiembre de 2001.

El inicio de la participación estadounidense en la Segunda Guerra Mundial acabó de una vez con los efectos negativos de la Gran Depresión, e inmediatamente el estado volvió a prosperar económicamente. Tras el fin de la Segunda Guerra Mundial, se construye la sede de la Organización de las Naciones Unidas en la ciudad de Nueva York, y ésta alcanza el estatus de capital de la economía mundial, puesto que anteriormente correspondía a la ciudad inglesa de Londres. Con el fin de la guerra, y el inicio de la guerra de Corea en 1950, Nueva York pasó a ser uno de los mayores productores de material bélico del país.
Durante el final de la década de 1950, Nueva York, en un programa conjunto con la provincia canadiense de Ontario, inició la construcción de numerosas presas en el río San Lorenzo y en el río Niágara. En 1959, se inaugura el Canal de San Lorenzo, que permitía el tráfico seguro de barcos entre el océano Atlántico y los Grandes Lagos. Durante la década de 1960, el sistema vial de Nueva York pasó por una gran expansión, y se abrieron dos nuevas grandes autopistas interestatales, una que ligaba Pensilvania con Canadá, y la otra que unía Albany con la provincia canadiense del Quebec.
Alrededor de la década de 1970, muchas fábricas del estado cerraron, mudándose a otros estados como California o Texas, o incluso a otros países donde la mano de obra era más barata. Ello causó una caída en la población del estado. Aunque, por otra parte, se instalaron nuevas fábricas, por lo general de alta tecnología, en el Estado de Nueva York, en la década de 1980, y la población del estado volvió a crecer nuevamente, en parte gracias a la gran inmigración de hispanos y asiáticos, inmigración que continúa en la actualidad.

## Geografía física

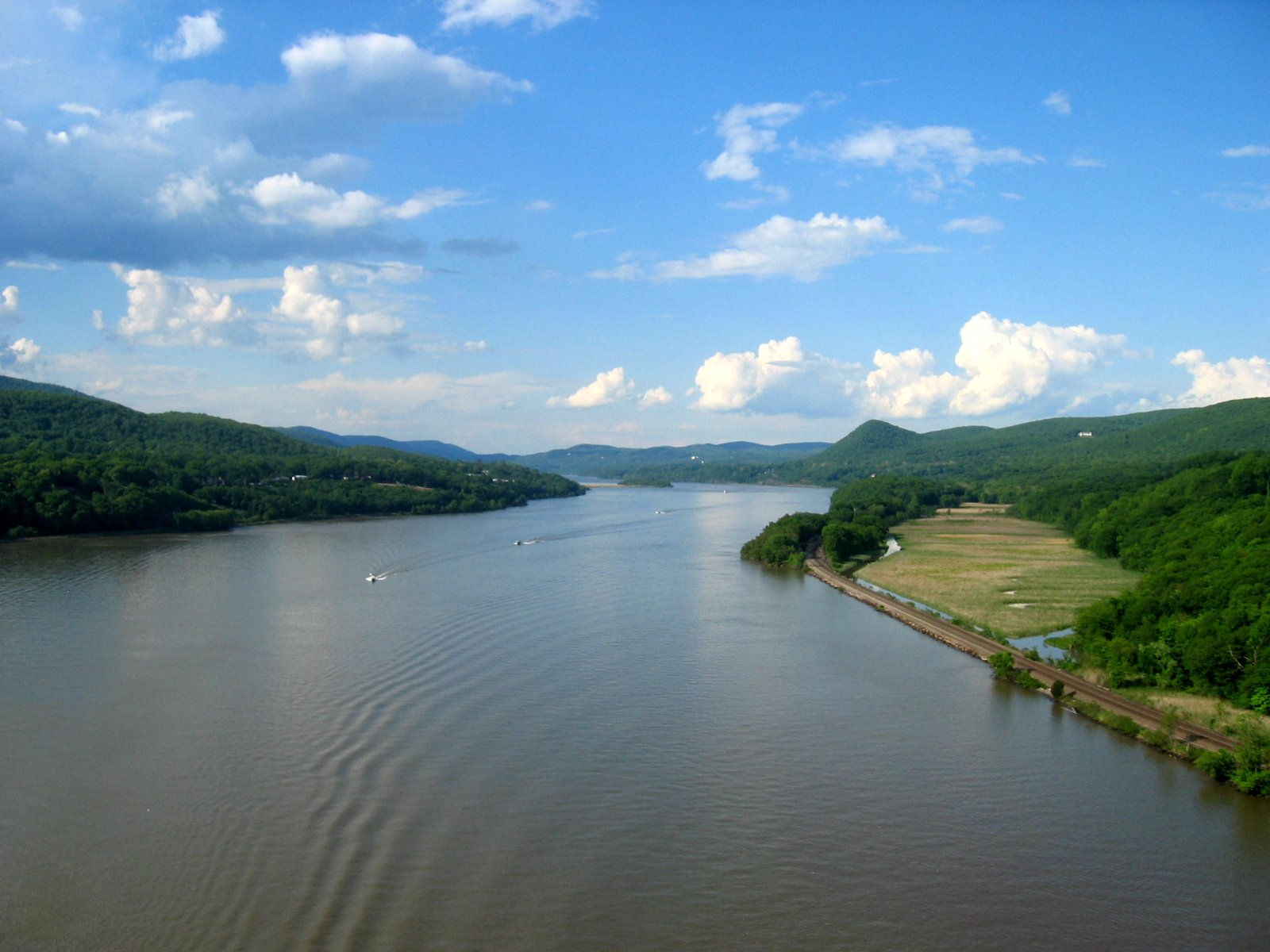
El río Hudson

El estado de Nueva York limita al oeste con el lago Erie, al norte con el lago Ontario, así como con el río Niágara y las provincias canadienses de Ontario y Quebec, al este con los estados estadounidenses de Vermont, Massachusetts y Connecticut, al sureste con el océano Atlántico y al sur con Nueva Jersey y Pensilvania. Además, también limita con el estado de Rhode Island, aunque solo a través de una frontera acuática.
En el estado de Nueva York se localiza el único enclave extraterritorial internacional dentro de Estados Unidos, la Sede de la ONU.
La región sur del estado de Nueva York —constituida por la ciudad de Nueva York y sus suburbios incluyendo a Long Island y la parte sur del valle del río Hudson— se puede considerar el núcleo central de una megalópolis, una superciudad que se extiende desde Boston hasta Washington D. C., llamada a menudo BosWash. El estado de Nueva York está muy asociado con la ciudad del mismo nombre, aunque ésta no es su único aspecto. El resto del estado de Nueva York está dominado por granjas, bosques, ríos, montañas y lagos. Una de las atracciones turísticas más conocidas de Nueva York —así como de Estados Unidos— son las Cataratas del Niágara, localizadas en el noroeste del estado, junto a la frontera canadiense.
Al este de la ciudad de Nueva York se extiende una isla —llamada apropiadamente Long Island ("Isla Larga"), ya que tiene una longitud de aproximadamente 190 kilómetros— ocupada por los condados de Nassau y Suffolk. Los árboles han tenido una gran importancia a lo largo de la historia del estado y de la ciudad de Nueva York, y contribuyeron de una manera importante a la economía del estado. Actualmente, es posible ver árboles altos incluso en el área metropolitana de Nueva York. Uno de ellos, el Queens Giant, es el árbol más alto y más viejo de la región.
El litoral de Nueva York tiene cerca de 204 kilómetros de extensión. Contando todas las regiones bañadas por el mar —bahías, estuarios e islas oceánicas— este número aumenta a 2977 kilómetros. Nueva York cuenta con cerca de 2000 lagos y lagunas, y sus bosques cubren aproximadamente la mitad del estado.

### Mapas

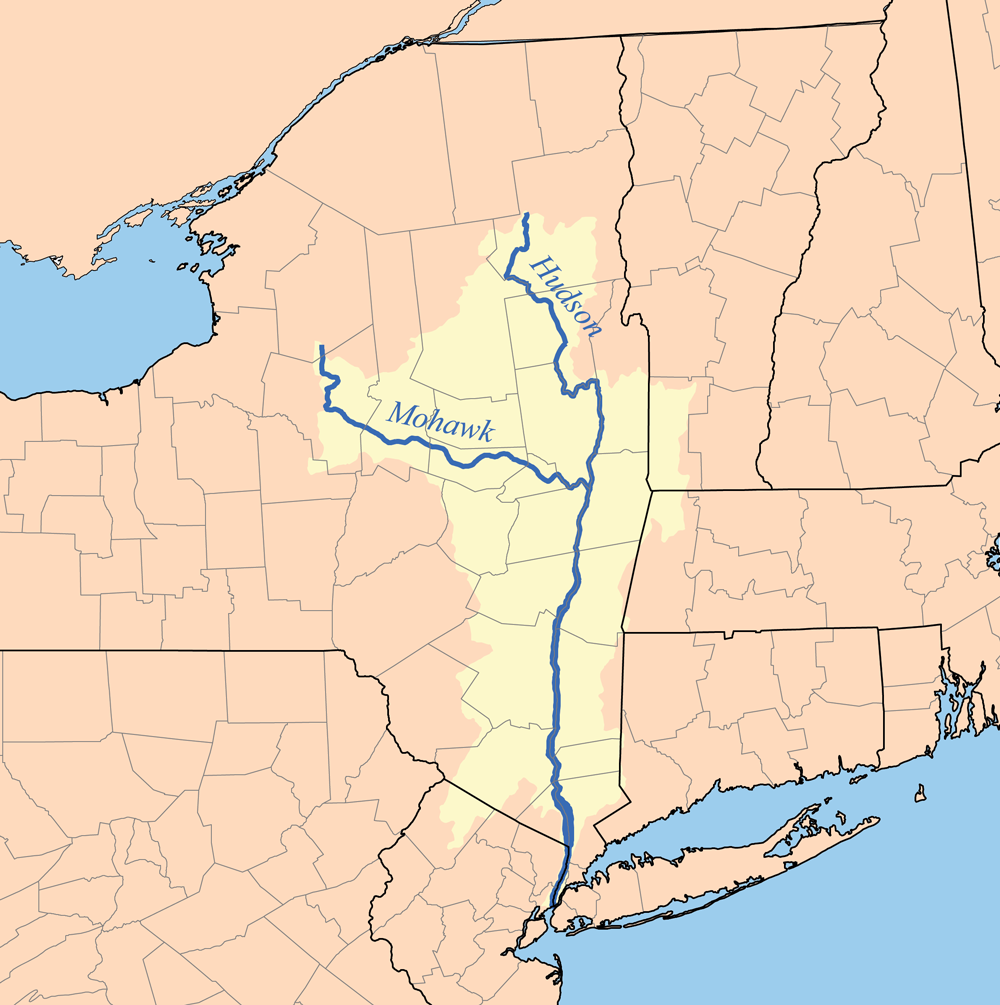
El río Hudson fluye en dirección sur por el este del estado
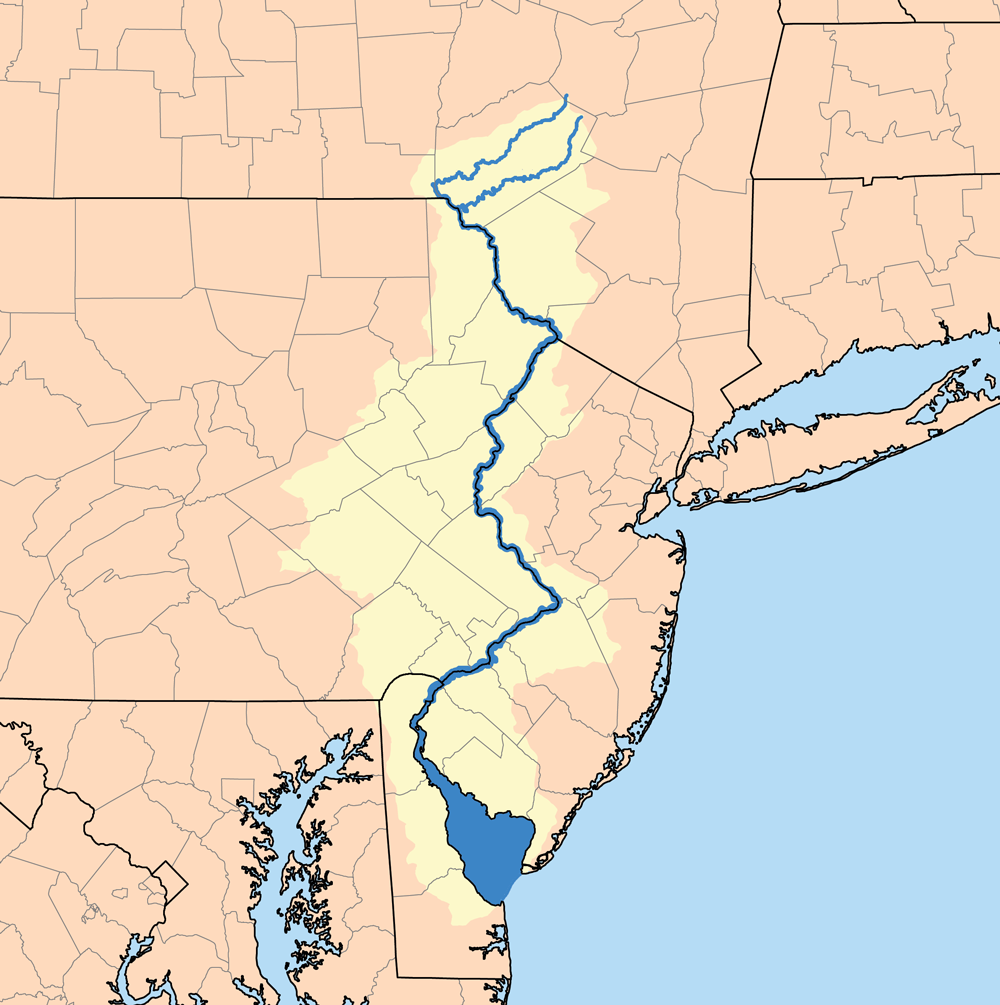
El Delaware forma una corta frontera sur entre el estado de Nueva York y Pensilvania
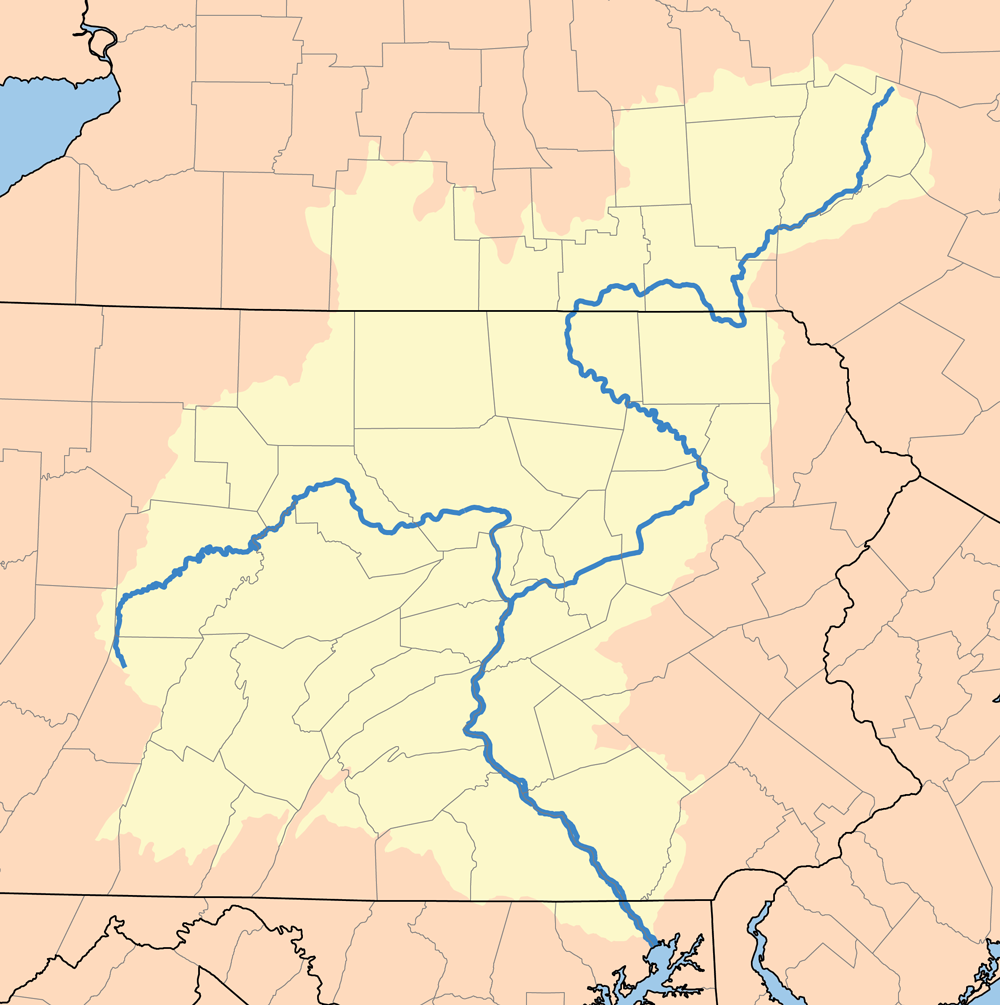
El río Susquehanna nace y fluye por el sur del estado de Nueva York antes de entrar en Pensilvania
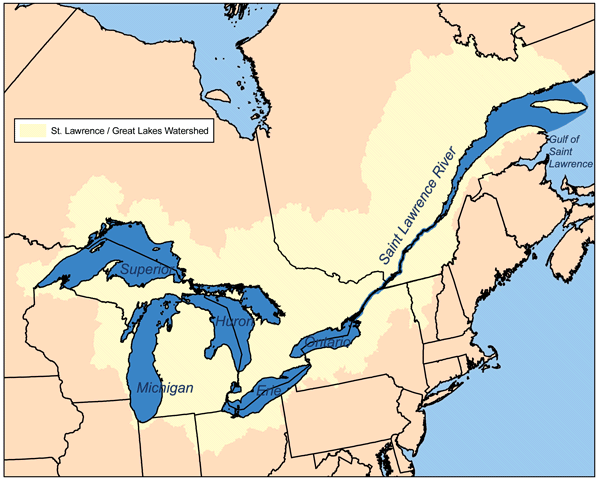
El río San Lorenzo forma la frontera noroeste del estado de Nueva York con la provincia canadiense de Ontario
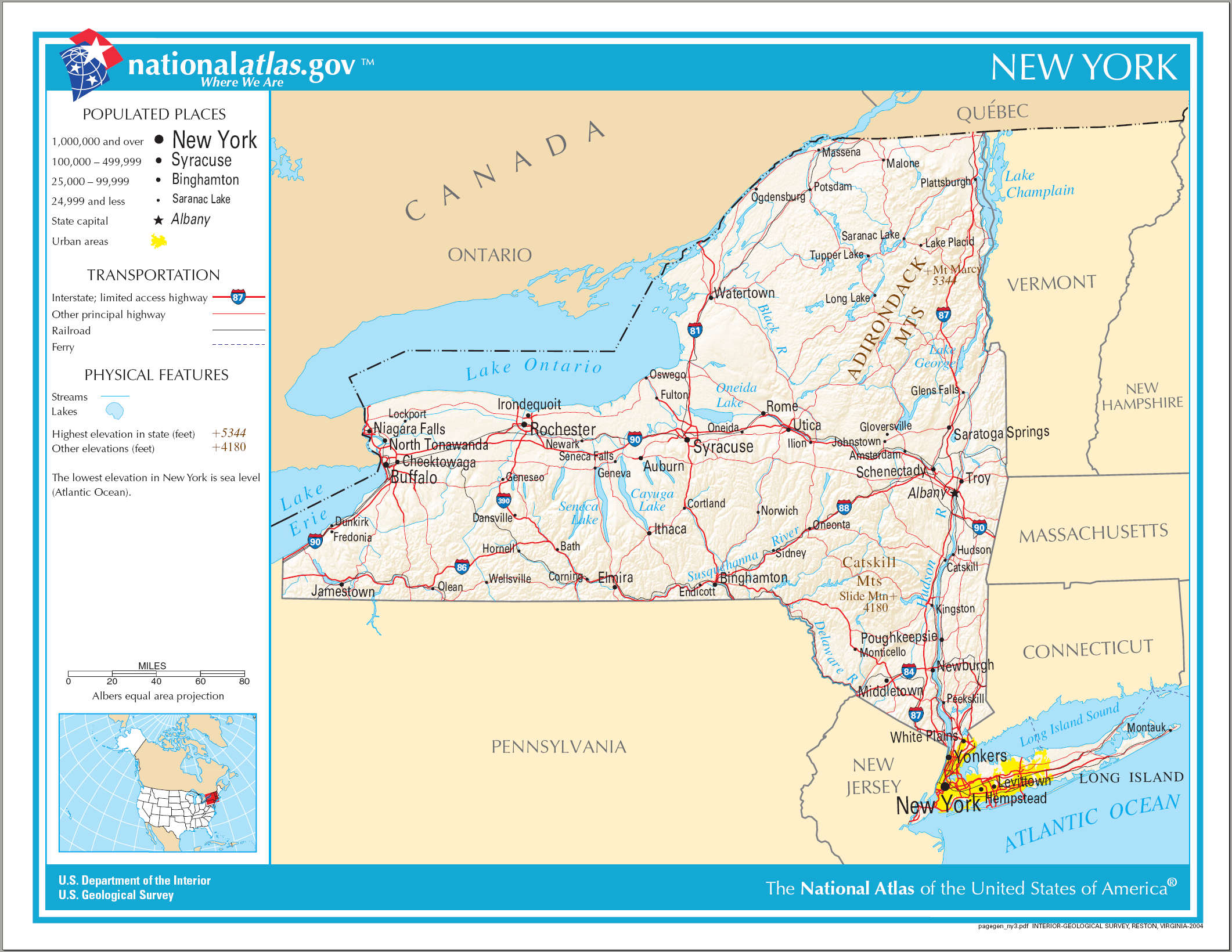
Mapa del estado de Nueva York

### Regiones geográficas

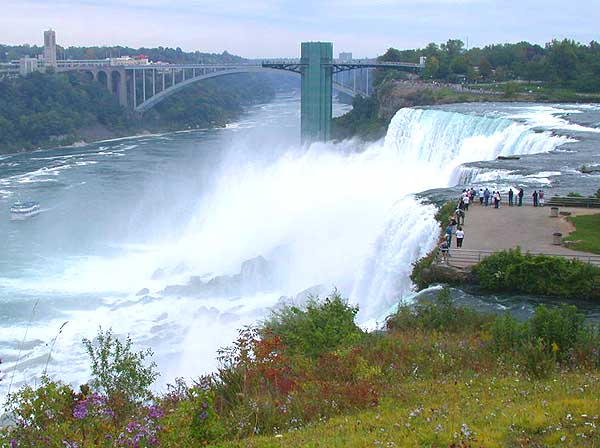
Las Cataratas del Niágara, entre los lagos Erie y Ontario

Podemos dividir a Nueva York en ocho regiones geográficas distintas:
- Las Llanuras Costeras del Atlántico se localizan en el extremo sur del estado, en Long Island y en Staten Island. Están localizada prácticamente a nivel del mar, y se caracterizan por su terreno llano y poco accidentado. Las Llanuras Costeras son las regiones más pobladas del estado. En esta región, la pesca y la agricultura tienen mucha importancia.
- Las Llanuras Hudson-Mohawk son valles que comprenden la mayor parte del río Hudson. Tienen de 16 a 50 kilómetros de anchura, que proporcionan el único medio viable de transporte hidrográfico entre los Apalaches.
- La Meseta de Nueva Inglaterra es una región de sierras y montañas bajas que se extiende por el sudeste del estado, cortada por el tramo final del río Hudson. En esta región se localiza la ciudad de Nueva York.
- Los Montes Adirondack se localizan al norte del estado. Su formato es circular, con un diámetro de aproximadamente 160 kilómetros. Se caracterizan por su suelo extremadamente antiguo y resistente a la erosión. Aquí se localiza el punto más alto del estado, el Mount Marcy, con sus 1629 metros de altitud. Otros 40 picos de la región sobrepasan la marca de los 1200 metros de altura.
- Las Sierras Tug son una área aislada en el estado, una meseta cuyo terreno es relativamente poco accidentado, con una altitud media de 120 a 200 metros por encima del nivel del mar. Están localizadas al sur de los Montes Adirondack.
- Las Llanuras de los Grandes Lagos se localizan en el noroeste del estado, junto al Lago Erie y al Lago Ontario. Aquí se localizan las famosas Cataratas del Niágara. Se caracterizan por su suelo fértil, por su terreno muy poco accidentado y por sus bajas altitudes.
- Las Llanuras de San Lorenzo están localizadas en el norte y en el extremo nordeste del estado, a lo largo del río San Lorenzo. Su valle tiene cerca de 28 kilómetros de ancho. Se caracterizan por su suelo muy fértil, por su terreno muy poco accidentado y por sus bajas altitudes.
- La Meseta de los Apalaches cubre toda la porción suroeste de Nueva York, y es la mayor de las regiones geográficas del estado. Su altitud es media, y varía entre 240 y 650 metros de altura. Se caracteriza por su terreno rocoso y accidentado. Es la región menos poblada del estado.

### Clima
El clima de Nueva York es templado, aunque los rigores del clima varían bastante, según la región. La temperatura media en invierno es de -10°C en los montes Adirondack, y 0 °C en la ciudad de Nueva York. En verano, la temperatura media en los Montes Adirondack es de 19 °C, y de 23 °C en la ciudad de Nueva York.
La temperatura más alta registrada en el estado fue de 42 °C, en la ciudad de Troy, el 22 de julio de 1926. La menor temperatura registrada, sin contar el factor del viento, fue de -52 °C, en Old Forge, el 18 de febrero de 1979.
El granizo y las heladas son comunes en el estado. Durante cerca de 250 días al año, los Montes Adirondack son susceptibles a las heladas, mientras que Long Island, durante solo 100. La tasa de precipitación media anual del estado es de 1470 milímetros.
| Ciudad de Nueva York          | Ciudad de Nueva York | Ciudad de Nueva York | Ciudad de Nueva York | Ciudad de Nueva York | Ciudad de Nueva York | Ciudad de Nueva York | Ciudad de Nueva York | Ciudad de Nueva York | Ciudad de Nueva York | Ciudad de Nueva York | Ciudad de Nueva York | Ciudad de Nueva York | Ciudad de Nueva York |
| Mes                           | Ene                  | Feb                  | Mar                  | Abr                  | May                  | Jun                  | Jul                  | Ago                  | Sep                  | Oct                  | Nov                  | Dic                  | Año                  |
| ----------------------------- | -------------------- | -------------------- | -------------------- | -------------------- | -------------------- | -------------------- | -------------------- | -------------------- | -------------------- | -------------------- | -------------------- | -------------------- | -------------------- |
| Temperatura máxima media (°C) | 4                    | 7                    | 10                   | 15                   | 22                   | 27                   | 30                   | 29                   | 24                   | 18                   | 12                   | 6                    | 17                   |
| Temperatura mínima media (°C) | -3                   | -1                   | 2                    | 7                    | 12                   | 17                   | 20                   | 19                   | 16                   | 10                   | 5                    | -1                   | 8                    |
| Precipitación (mm)            | 86                   | 84                   | 99                   | 102                  | 112                  | 95                   | 112                  | 104                  | 99                   | 91                   | 127                  | 99                   | 1124                 |
| Fuente: Weatherbase           |                      |                      |                      |                      |                      |                      |                      |                      |                      |                      |                      |                      |                      |

## Demografía

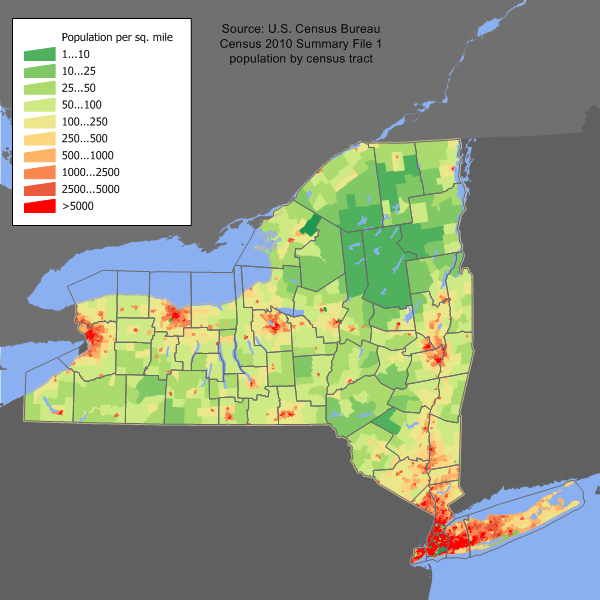
Densidad de población de Nueva York.

Según los datos del censo de 2010, Nueva York tenía una población de 19 378 102 habitantes, siendo la cuarta mayor población de los 50 estados de Estados Unidos, solo por detrás de California, Texas y Florida. Su población aumentó en 401 645 (2,1%) con respecto al año 2000.
El aumento demográfico desde el año 2000 se debe a un crecimiento natural de 527 876 personas (1 345 482 nacimientos menos 817 606 muertes) y una migración neta de 334 093 personas en el estado. Las migraciones externas han dado lugar a un aumento neto de 667 007 personas, mientras que las migraciones internas produjeron una pérdida neta de 502 155 personas.
El estado de Nueva York alberga una de las poblaciones más heterogéneas de Estados Unidos, especialmente la ciudad de Nueva York, posiblemente la ciudad más multicultural del mundo. En 2004, el 20,4% de los residentes en Nueva York no habían nacido en Estados Unidos.
Nueva York experimenta actualmente bajas tasas de crecimiento natural. Esto se debe principalmente a la gran migración de habitantes del estado en dirección al sur y al oeste de Estados Unidos, a la pérdida continua de puestos de trabajo, y al alto coste de vida del estado. Nueva York perdió recientemente el puesto de tercer estado más poblado del país a favor de Florida, a finales de la década de 2010.
La mayoría de la población de Nueva York vive a una distancia de dos horas de la ciudad de Nueva York. Según los datos de la Oficina del Censo del 1 de julio de 2004, la ciudad de Nueva York y sus seis condados satélites pertenecientes al estado de Nueva York (Suffolk, Nassau, Westchester, Rockland, Putnam y Orange), cuentan en total con una población de 12 626 200 habitantes, el 65,67% de la población del estado.
| Gráfica de evolución demográfica de Nueva York entre 1790 y |
|                                                             |

### Razas y etnias

Distribución étnica de Nueva York.

En el censo de 2010 el estado de Nueva York tenía una distribución racial de:
- Blancos: 65,7%.
- Negros o afroestadounidenses: 15,9%.
- Asiáticos: 7,3%.
- Nativos americanos: 0,6%.
- Otras razas: 7,4%.
- Dos o más razas: 3,0%.

| Raza y etnia                              | En solitario | En solitario | En total | En total |
| ----------------------------------------- | ------------ | ------------ | -------- | -------- |
| Blanco (no hispano)                       | 52.5%        | 52.5         | 55.3%    | 55.3     |
| Hispano o Latino                          | —            |              | 19.5%    | 19.5     |
| Negros                                    | 13.7%        | 13.7         | 15.1%    | 15.1     |
| Asiático                                  | 9.5%         | 9.5          | 10.5%    | 10.5     |
| Nativos                                   | 0.3%         | 0.3          | 1.1%     | 1.1      |
| Estadounidenses de las islas del Pacífico | 0.03%        | 0.03         | 0.1%     | 0.1      |
| Otro                                      | 1.0%         | 1            | 2.2%     | 2.2      |

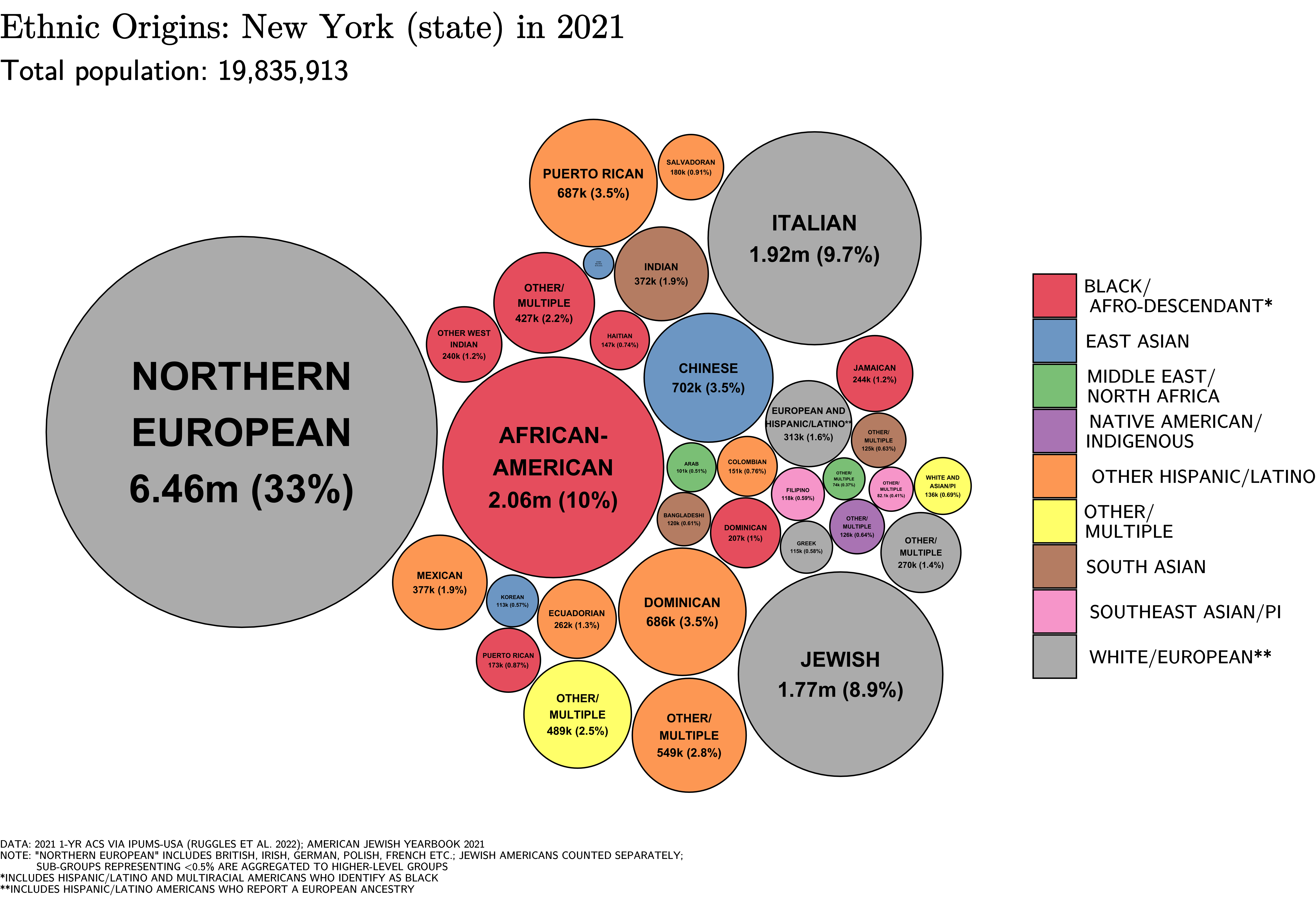
Ethnic origins in New York

La población de origen latino o hispano representaba en 2010 el 17,6% de la población total del estado. Esta población es la de más rápido crecimiento, debido a la alta tasa de fecundidad de las mujeres latinas residentes en los Estados Unidos, y también debido a la inmigración legal e ilegal proveniente de América Latina y el Caribe.[cita requerida]
Los cuatro mayores grupos étnicos de Nueva York son los blancos (60,2%), los latinos (16,3%), los negros (15,5%), y los asiáticos (6,9%).
Nueva York alberga las mayores poblaciones dominicanas (concentrada en el Upper Manhattan) y puertorriqueñas (concentrada en el Bronx) del país. Brooklyn y el Bronx comprenden una numerosa población de afroestadounidenses. Por su parte, Queens tiene una gran población de origen latinoamericano (destacándose la comunidad ecuatoriana), así como la mayor población asiático-estadounidense del estado.
El censo de 2000 proporciona datos como cuáles son las etnias con más presencia en un determinado condado. Los italoestadounidenses son mayoría en Long Island y en Staten Island, seguidos por los ciudadanos de ascendencia irlandesa. Estos últimos conforman el mayor grupo étnico en Manhattan, seguidos por los de ascendencia italiana. Ambos grupos tienen una gran presencia en Albany y el centro-sur de Nueva York. En cambio, en Buffalo y en el oeste de Nueva York, el mayor grupo son los germano-estadounidenses. Por último, en la punta septentrional del estado predominan los francocanadienses. El estado de Nueva York posee mayor número de italoestadounidenses que cualquier otro estado.

### Pirámide de edades

Pirámide de edades de Nueva York (2000).

La distribución de la población por edades en 2000 era:
- Menos de 5 años: 6,5%
- Menos de 18 años: 24,7%
- Más de 65 años: 12,9%
- Entre 19 y 64 años: 55,9%

Las personas de sexo femenino componen aproximadamente el 51,8% de la población de Nueva York.

### Religión

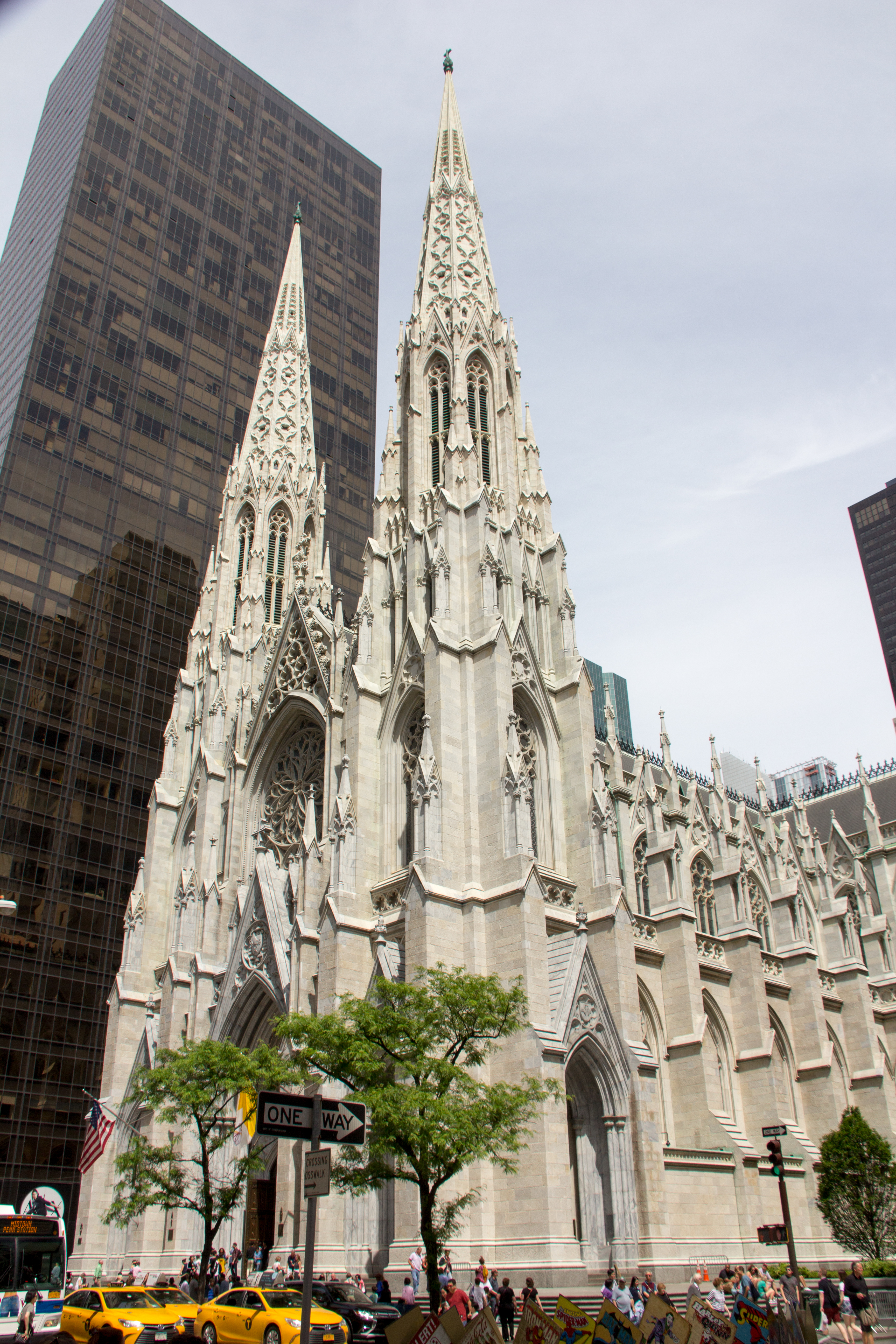
Catedral de San Patricio, Nueva York.

| Católicos            | 7 268 880 |
| Protestantes         | 7 816 000 |
| Cristianos Ortodoxos | 195 400   |
| Sin religión         | 3 517 200 |
| Otras Religiones     | 742 520   |

|                                 | 1990  | 2000  | % cambio |
| Sin religión                    | 7,0%  | 13,4% | +92%     |
| ------------------------------- | ----- | ----- | -------- |
| Católicos                       | 44,3% | 38,4% | -13%     |
| Protestantes (línea principal)  | 14,4% | 13,4% | -7%      |
| Bautistas                       | 8,3%  | 7,4%  | -10%     |
| Pentecostales                   | 1,7%  | 2,8%  | +63%     |
| Mormones                        | 0,2%  | 0,2%  | -13%     |
| Otras afiliaciones protestantes | 1,7%  | 1,6%  | -6%      |
| Cristianos (no especificado)    | 9,5%  | 7,7%  | -19%     |
| Total Cristianismo              | 80,1% | 71,5% | -5%      |
| Judíos                          | 6,9%  | 5,0%  | -27%     |
| Musulmanes                      | 0,8%  | 1,9%  | +132%    |
| Budistas, hindúes, sijs         | 0,8%  | 1,7%  | +116%    |
| Otras religiones                | 1,5%  | 1,0%  | -32%     |
| NS/NC                           | 2,9%  | 5,5%  | +89%     |

### Red urbana

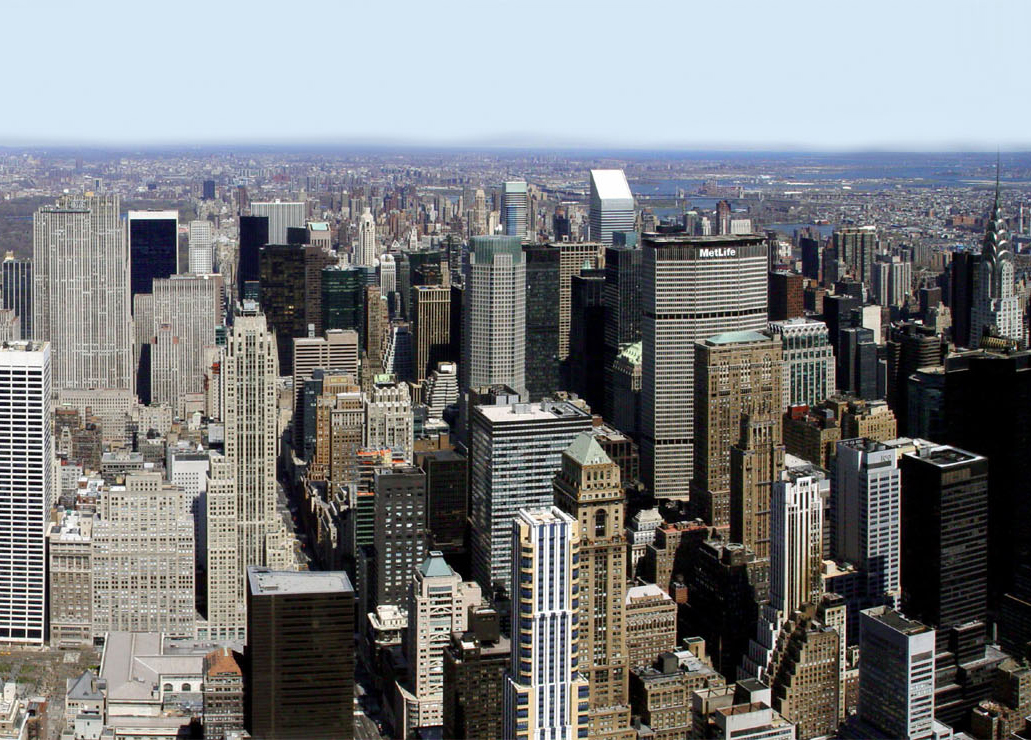
Ciudad de Nueva York.

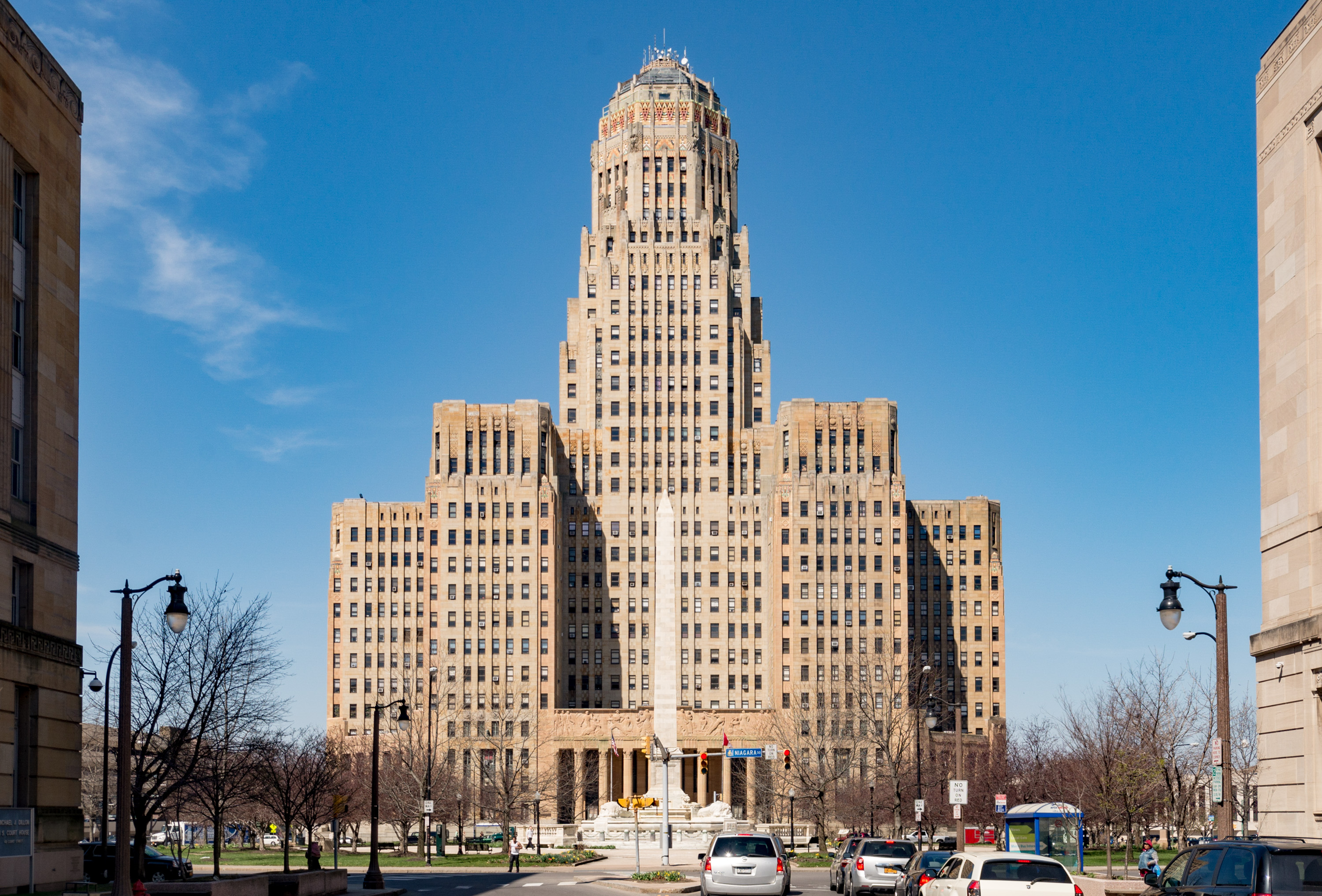
Búfalo.

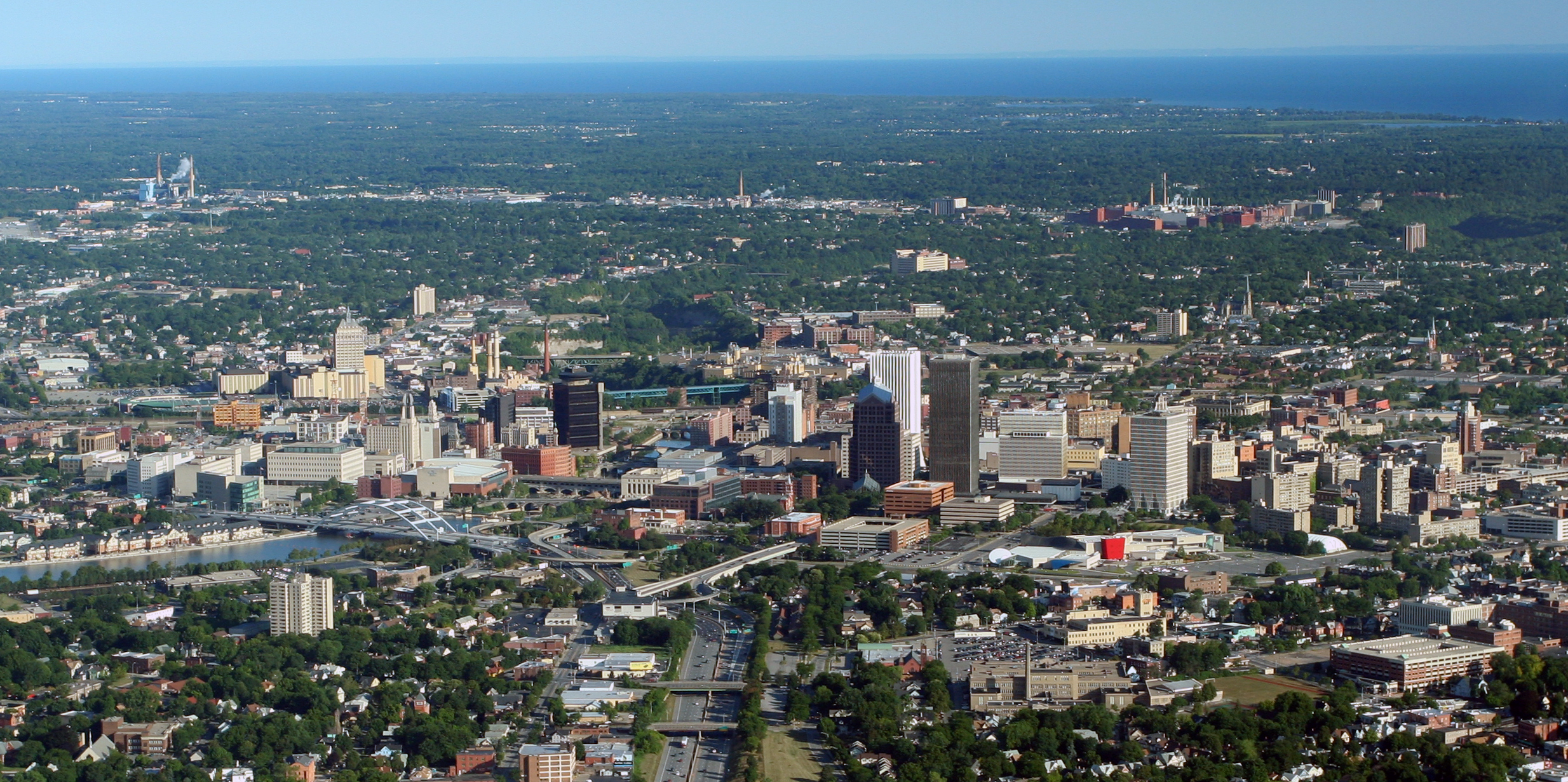
Rochester.

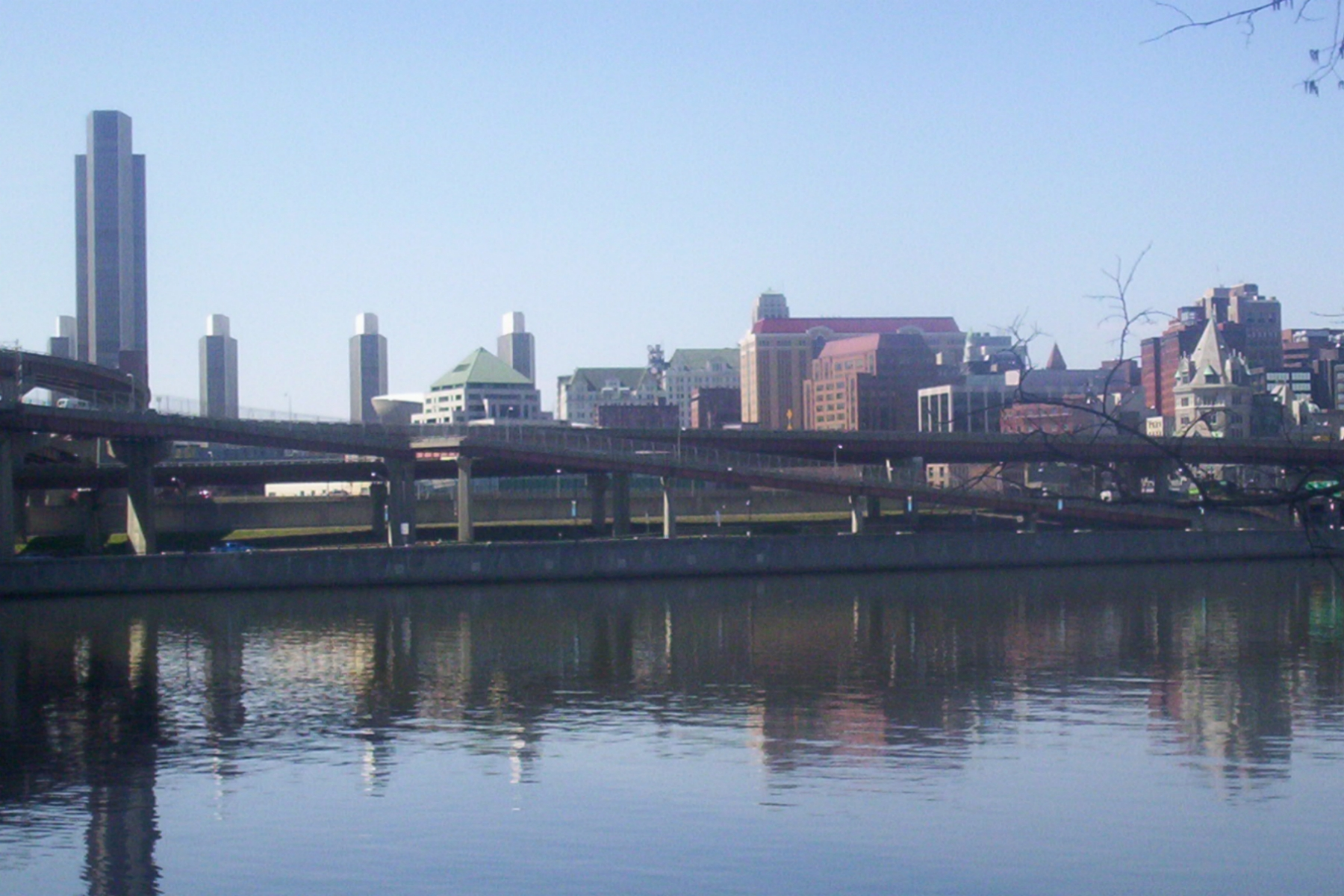
Albany, capital del estado.

El estado de Nueva York está altamente urbanizado. Del total de la población en el censo de 2010, el 87,87% de la población del estado vivía en áreas urbanas y el 12,13% en áreas rurales. El 92% de la población del estado vive en una de las trece áreas metropolitanas de Nueva York. De estas 13 áreas metropolitanas, tres de ellas tienen más de un millón de habitantes: Nueva York —que también es la ciudad más grande de Estados Unidos y comprende cerca de dos quintos de la población del estado—, Búfalo y Rochester. Cinco ciudades del estado tienen más de 100 000 habitantes: Nueva York, Buffalo, Rochester, Yonkers y Syracuse.

#### Principales ciudades
Las ciudades de mayor población del estado son:
| #  | Ciudad        | Población (2010) |
| -- | ------------- | ---------------- |
| 1  | Nueva York    | 8 175 133        |
| 2  | Búfalo        | 261 310          |
| 3  | Rochester     | 210 565          |
| 4  | Yonkers       | 195 976          |
| 5  | Siracusa      | 145 170          |
| 6  | Albany        | 97 856           |
| 7  | New Rochelle  | 77 062           |
| 8  | Mount Vernon  | 67 292           |
| 9  | Schenectady   | 66 135           |
| 10 | Utica         | 62 235           |
| 11 | White Plains  | 56 853           |
| 12 | Niagara Falls | 50 193           |
| 13 | Troy          | 50 129           |
| 14 | Binghamton    | 47 376           |
| 15 | Rome          | 33 725           |

## Economía

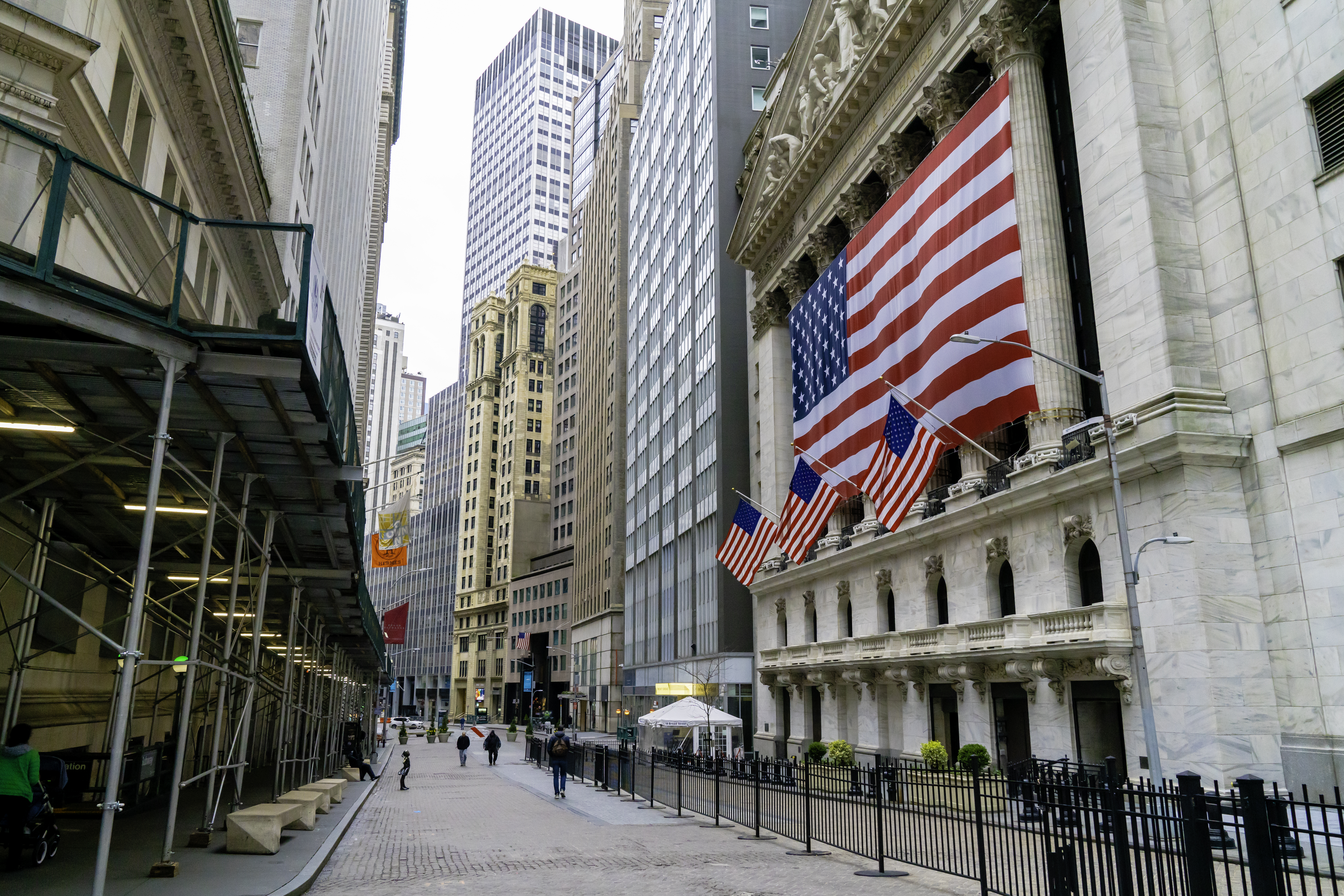
La bolsa de valores de la ciudad de Nueva York es considerada la más importante del mundo.

La ciudad de Nueva York domina la economía del estado. Es el principal centro bancario, financiero y de telecomunicaciones de Estados Unidos, y también es la sede de la New York Stock Exchange (NYSE) en Wall Street, Manhattan. La Oficina de Análisis Económico (Bureau of Economic Analysis, BEA) del Gobierno de Estados Unidos estima el producto interior bruto del estado en 2004 en 1 115 783 millones de dólares. Esto lo coloca en el tercer puesto de EE. UU., detrás de California y Texas. Si Nueva York fuese una nación, figuraría como la 13.ª mayor economía del mundo, detrás de Corea del Sur. La economía de estado aumentó ese mismo año un 7,3%, un poco más rápido que la tasa de crecimiento de EE. UU (4,5%). En 2005, figuraba como el 11.º estado de EE. UU. en lo que a rapidez del crecimiento económico se refiere. También en ese año, su renta per cápita era de 51 507 dólares, lo que supone un aumento del 8,9% en relación con los datos del año pasado, lo que lo colocaba en el 5.º puesto de la nación (detrás de Maryland), y 8.º en el mundo (detrás de Irlanda). Los principales productos de Nueva York son la leche y sus derivados, el ganado (especialmente vacuno), las verduras, los productos de viveros y las manzanas. Por otra parte, entre las principales actividades y productos industriales se encuentran la prensa, los instrumentos científicos, los equipamientos eléctricos, la maquinaria y los productos químicos.
Muchas de las principales corporaciones del mundo tienen sus sedes en Manhattan o en el cercano condado de Westchester. El estado también cuenta con un pujante sector industrial, en donde podemos citar actividades tales como la fabricación de prendas, pieles, piezas rodantes de los ferrocarriles y el ensamblado de autobuses. Ciertas industrias también se concentran en el norte del estado, como la cerámica, los microchips y la nanotecnología (Albany), y los equipamientos fotográficos (Rochester).
Existe una cierta actividad pesquera comercial, no demasiado grande, que se localiza a lo largo del litoral atlántico de Long Island. Las principales capturas por valor son las almejas, las langostas, los calamares y las platijas. También se solían pescar ostras en las aguas de Nueva York, aunque en la actualidad, éstas solo comprenden una pequeña parte del valor total de todo el marisco capturado. Quizás el aspecto más conocido del sector pesquero es el famoso Fulton Fish Market de la ciudad de Nueva York, que distribuye no solamente la pesca de Nueva York, sino toda clase de mariscos importados de todas partes del mundo.

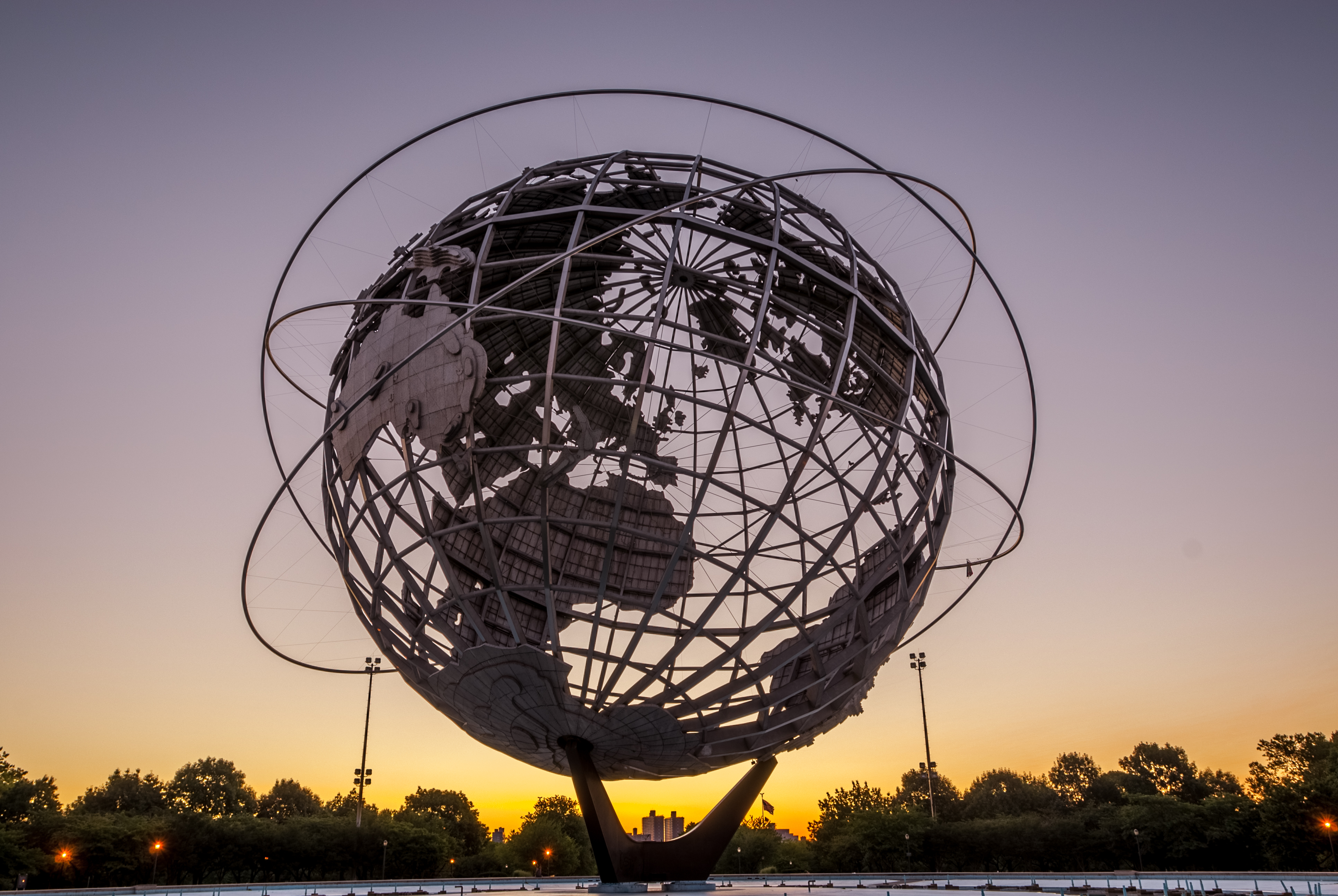
La Unisphere de la Feria Mundial de 1964, en Queens.

El sector de la minería de Nueva York se concentra en tres áreas. La primera se sitúa cerca de ciudad de Nueva York, y se especializa en los materiales de construcción para las obras de la ciudad, aunque también comprende las minas de esmeril del condado de Westchester, uno de dos lugares de EE. UU. donde se extrae este mineral. La segunda área se ubica en los Montes Adirondack, y se especializa en el talco, los granates industriales y el zinc. Cabe destacar que estos montes no forman parte del sistema de los Apalaches a pesar de su posición, sino que pertenecen estructuralmente al Escudo Canadiense, abundante en minerales. En la parte interior suroeste estado, en la Allegheny Pleateau, se encuentra una región de pozos. El principal y, casi único, líquido que se extrae es la sal en forma de salmuera, aunque también existen pequeñas reservas de petróleo.
Nueva York exporta una amplia variedad de bienes, tales como productos alimenticios, productos minerales, productos elaborados, diamantes para cortar y piezas automovilísticas. En 2004, los 5 principales mercados de exportación de Nueva York eran Canadá (30 200 millones de dólares), el Reino Unido (3300 millones), Japón (2600 millones), Israel (2400 millones) y Suiza (1800 millones). Las principales importaciones de Nueva York son el petróleo, el oro, el aluminio, el gas natural, la electricidad, los diamantes en bruto y la madera.
Canadá siempre ha sido un importante socio económico de Nueva York. Según los datos de 2004, el 23% de las exportaciones totales del estado fueron a parar a Canadá. El turismo del norte comprende una parte importante de la economía del estado. Se estima que los canadienses gastaron en sus visitas al estado un total de 487 millones de dólares en 2004. Se cree que esta cifra aumentará debido a la fortaleza del dólar canadiense.

### Agricultura

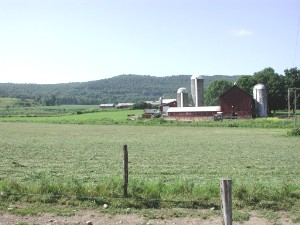
Granja lechera cercana a Oxford, julio de 2001.

El estado de Nueva York es un líder agrícola, y figura entre los cinco primeros estados de EE. UU. en lo que a producción de productos agrícolas se refiere. Entre estos destacan la leche, las manzanas, las cerezas, los repollos (el estado es el mayor productor de repollos de EE. UU.), las patatas, las cebollas, el jarabe de arce y muchos otros. Aproximadamente una cuarta parte del estado está cubierta por granjas, y produjo 3400 millones de dólares en productos agrícolas en 2001. La orilla meridional del Lago Ontario proporciona la mezcla correcta de suelos y un microclima especial a muchos cultivos de manzanas, cerezas, ciruelas, peras y melocotones. En el valle del Hudson y cerca del Lago Champlain también se cultivan manzanas. La orilla meridional del Lago Erie y las laderas sur de los Finger Lakes cuentan con numerosos viñedos. Nueva York es el tercer productor de uva de la nación, detrás de California, y el segundo mayor productor de vino por volumen. En 2004, la industria vitivinícola de Nueva York aportó 6000 millones de dólares a la economía estatal. El estado cuenta con 120 km² de viñedos y 212 lagares, y produjo 200 millones de botellas de vino en 2004.
Nueva York sufrió fuertemente los efectos de las glaciaciones ocurridas durante la Edad de Hielo, dando como resultado un suelo profundo, fértil y también algo rocoso. Las principales cosechas en fila que se cultivan son el heno, el maíz, el trigo, la avena, la cebada, y la soja. Especialmente en la parte occidental del estado, se cultiva maíz dulce, guisantes, zanahorias, calabacines, pepinos y otras verduras. Los valles del Hudson y del Mohawk son conocidos por sus calabazas y sus arándanos. Los glaciares también dejaron numerosas áreas pantanosas, que se han drenado para obtener tierras ricas en humus que se utilizan para cultivar cebollas, patatas, apio y otras verduras. Las granjas lecheras son omnipresentes en gran parte del estado. El queso es un producto muy importante, que suelen producir las queserías de los amish o los menonitas. En Nueva York se cultiva una gran variedad plantas con néctar, y es un importante estado productor de miel. Las abejas melíferas, aparte de producir miel, se utilizan también para la polinización de frutas y verduras. La mayor parte de los apicultores comerciales son trashumantes, pues se llevan sus colmenas a los estados del sur durante el invierno. La mayoría de las ciudades cuentan con mercados de granjeros que están abastecidos por los propios granjeros locales.

## Gobierno y política

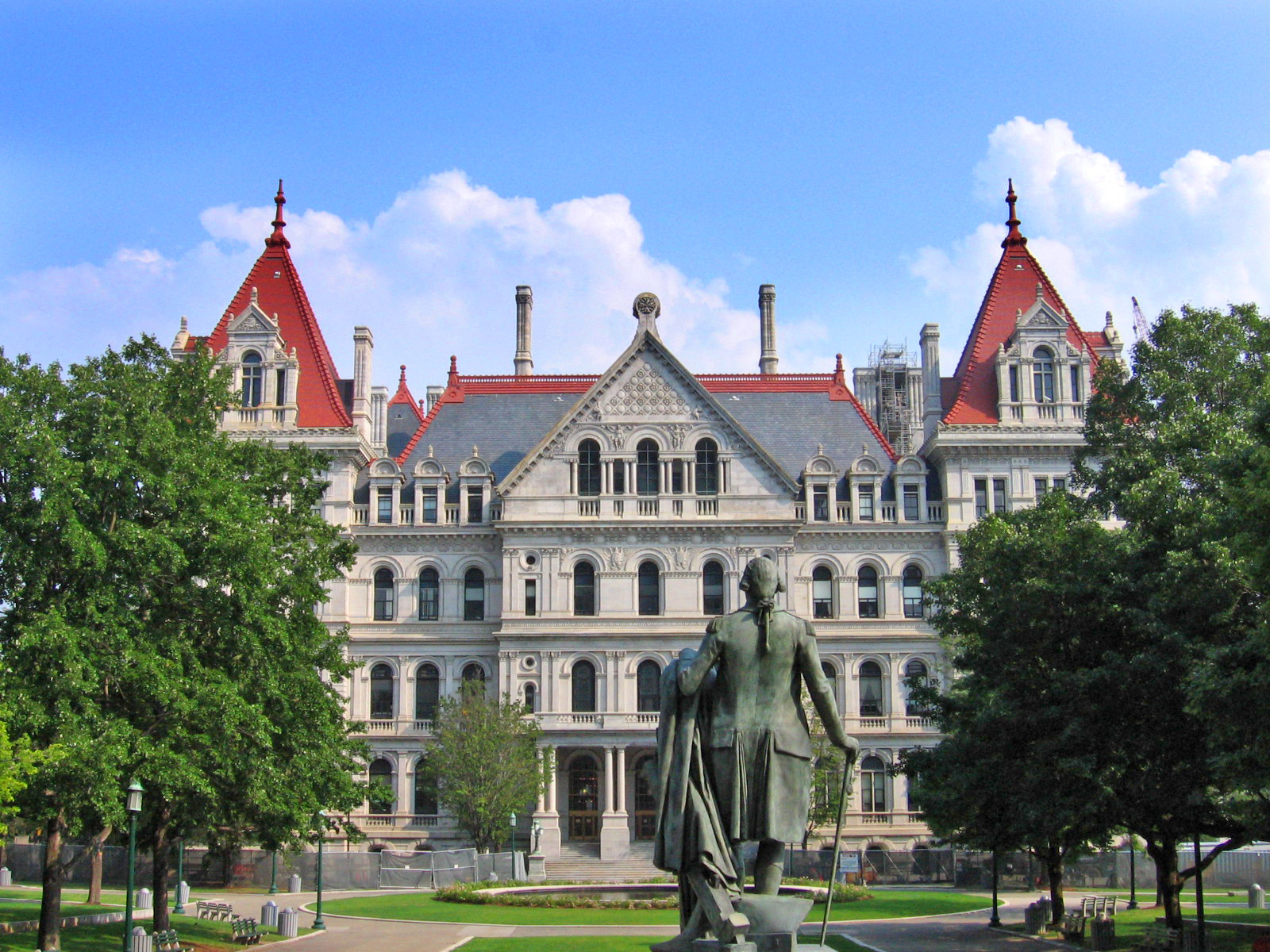
Vista del Capitolio Estatal de Nueva York, en Albany.

El principal oficial del Poder Ejecutivo de Nueva York es el gobernador. Este es elegido por los electores del estado para un mandato de hasta cuatro años de duración, y puede presentarse a la reelección cuantas veces quiera. Otros tres oficiales (entre ellos, el teniente gobernador) también son elegidos por la población para un mandato de cuatro años de duración, y también pueden presentarse a las elecciones cuantas veces quieran. El gobernador es el responsable de elegir a varios oficiales del Ejecutivo, entre ellos al secretario de Estado y a los ministros de cada uno de los 20 departamentos del Ejecutivo de Nueva York.
El Poder Legislativo del estado está constituido por el Senado y por la Asamblea. El Senado posee un total de 63 miembros, y la Asamblea, 150. Nueva York está dividido en 63 distritos senatoriales y 150 distritos de Asamblea. Los electores de cada distrito eligen a un senador y a un miembro de la Asamblea, que representarán a dicho distrito en el Senado y en la Asamblea, respectivamente. El mandato de los senadores y de los miembros de la Asamblea es de dos años.
En 2002, se introdujeron y discutieron cerca de 16 892 leyes en el sistema Legislativo del estado de Nueva York. De ellas, solo 693 fueron aprobadas, lo que representa un porcentaje de sólo un 4%, el menor del país. El sistema legislativo de Nueva York cuenta con el mayor número de trabajadores asalariados, 3428, más que cualquier otro estado de Estados Unidos.

Edificio de la Corte Suprema de Nueva York.

La corte más alta del Poder Judicial de Nueva York es la Court of Appeals of New York, mientras que la segunda en importancia es la Corte Suprema de Nueva York. El estado está dividido en 12 distritos judiciales. La población electoral de cada uno de estos distritos elige a un número de jueces (que varía según la población del distrito en cuestión). Estos jueces son elegidos para actuar en la Corte Suprema de Nueva York. En total, son cerca de 315 jueces, cada uno elegido por la población de sus respectivos distritos para un mandato de hasta 14 años de duración. Además de eso, el estado cuenta con cuatro departamentos judiciales, que son subdivisiones de la Corte Suprema. Cada condado tiene además una Corte regional.
Cerca de un 60% de los presupuestos del gobierno de Nueva York los generan impuestos provinciales, mientras que lo restante proviene de presupuestos suministrados por el gobierno federal y de préstamos. En 2002, el gobierno del estado gastó 119 199 millones de dólares, habiendo generado otros 104 534 millones. La deuda pública del estado es de 89 856 millones de dólares, la mayor del país. La deuda per cápita es de 4696 dólares, el valor de los impuestos provinciales per cápita es de 2261 dólares, y el valor de los gastos gubernamentales per cápita, de 6230 dólares.

### Constitución
La actual Constitución de Nueva York fue adoptada en 1864, mientras que su primera constitución fue aprobada y ratificada en 1777. El Poder Legislativo de Nueva York puede proponer enmiendas a la Constitución, y para ser aprobadas, necesitan obtener el 67% de los votos de ambas cámaras del Legislativo y después ser ratificadas por al menos el 51% de la población electoral, en un referéndum. Las enmiendas también pueden ser propuestas e introducidas por convenciones constitucionales, que necesitan recibir al menos la aprobación del 51% de los votos de ambas cámaras del Poder Legislativo y de otro 51% de los electores del estado en un referéndum.
Desde la aprobación de la última constitución estatal, en 1894, se han realizado más de 194 enmiendas a la constitución.

### División administrativa
Nueva York está dividido en 62 condados, que incluyen los cinco condados que componen la ciudad de Nueva York. A excepción de estos últimos, todos los condados del estado son administrados a través de consejos de supervisores elegidos por la población de sus respectivos condados. El término de oficio de estos oficiales varía de condado en condado. La responsabilidad de estos condados es administrar las cortes judiciales regionales, realizar el mantenimiento de carreteras y autopistas, administrar los presupuestos del gobierno del estado para programas de asistencia social y económica, y administrar, en ciudades menores, infraestructuras tales como parques, facultades, distritos escolares y sistemas de saneamiento básico. Estas responsabilidades no existen en los cinco condados de la ciudad de Nueva York.
Al contrario que la mayoría de estados estadounidenses, un town en Nueva York no es una ciudad secundaria, sino una municipalidad, que está a su vez subdividida en villas (villages) y áreas no incorporadas (hamlets), estas últimas administradas directamente por la municipalidad. Las ciudades de Nueva York son áreas incorporadas con un alto grado de autonomía y no son parte de las municipalidades (towns). Hay 62 ciudades en el estado. La mayoría de las ciudades de Nueva York las administran un alcalde y un Consejo municipal, aunque algunas emplean solo a un administrador, en lugar de un alcalde. Todas las villas las administran un alcalde y un consejo de administradores (trustees) de acuerdo con la Ley de Villas que se aplica uniformemente por todo el estado. Por otro lado, todas las municipalidades son administradas por un supervisor y por un Consejo de municipalidad. El gobierno de la ciudad de Nueva York tiene mayores poderes, debido a la gran población de la ciudad.

### Política
El estado de Nueva York ha respaldado fuertemente a los candidatos demócratas en las elecciones presidenciales. El candidato a la presidencia John Kerry ganó en el estado de Nueva York por 18 puntos porcentuales en 2004, mientras que Al Gore obtuvo un margen de victoria todavía mayor en las elecciones de 2000. La ciudad de Nueva York es uno de los principales centros demócratas (más del 80% de su población es demócrata), con una política liberal. Muchas de las otras áreas urbanas del estado, como Albany, Ithaca, Buffalo, Rochester y Siracusa son también demócratas. Sin embargo, el norte de Nueva York, y especialmente en áreas rurales, es generalmente más conservador que las ciudades y tiende a votar a los republicanos. Las áreas suburbanas muy pobladas, como el condado de Westchester y Long Island, normalmente son las que deciden el resultado de los comicios en el estado y tienden a apoyar a los republicanos a nivel estatal y a los demócratas a nivel federal. Esta tendencia parece estar cambiando en últimas elecciones, ya que los demócratas están ganando más peso en ambos niveles.
Nueva York tiene una importancia vital en las elecciones presidenciales de Estados Unidos. Esto es porque cuenta con 29 votos electorales, más que cualquier otro estado, a excepción de California y Texas.

## Educación

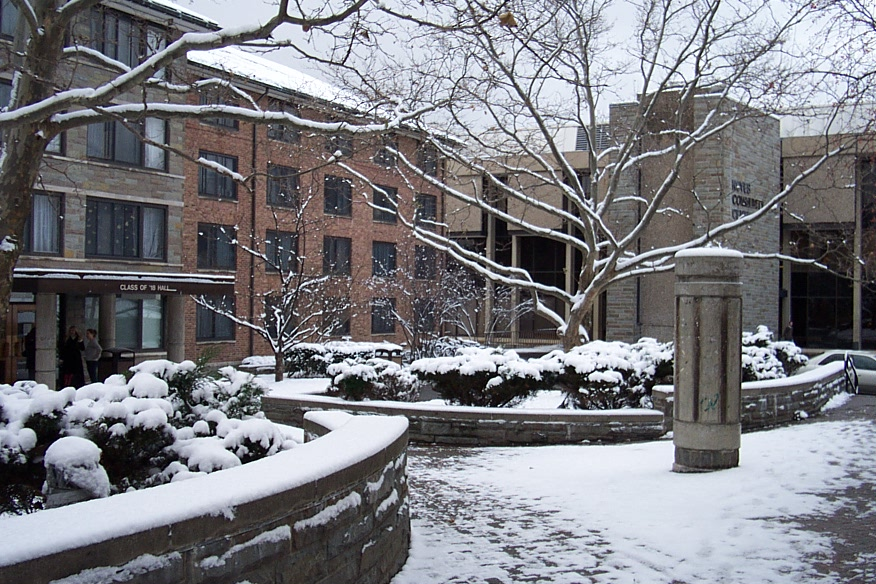
Campus de la Universidad Cornell, en Ithaca.

Todas las instituciones, educativas del estado de Nueva York deben seguir las reglas y patrones impuestos por dos instituciones: el Departamento de Educación de Nueva York y la Universidad Estatal de Nueva York, esta última creada por el Legislativo del estado en 1784. A pesar de su nombre, la Universidad Estatal de Nueva York no es una institución de educación superior, sino un Consejo compuesto por 16 regentes, profesionales escogidos por el Legislativo de Nueva York para un mandato de hasta 5 años de duración, sin recibir ningún tipo de salario ni beneficios económicos por haber sido elegidos. Este Consejo ejerce un gran poder sobre cualquier institución educativa del estado, así como la responsabilidad de distribuir los presupuestos para los diferentes establecimientos educativos y administrar de forma descentralizada diversas facultades y universidades. Por su parte, los poderes y las responsabilidades de este Consejo son reguladas por el Departamento de Educación de Nueva York.

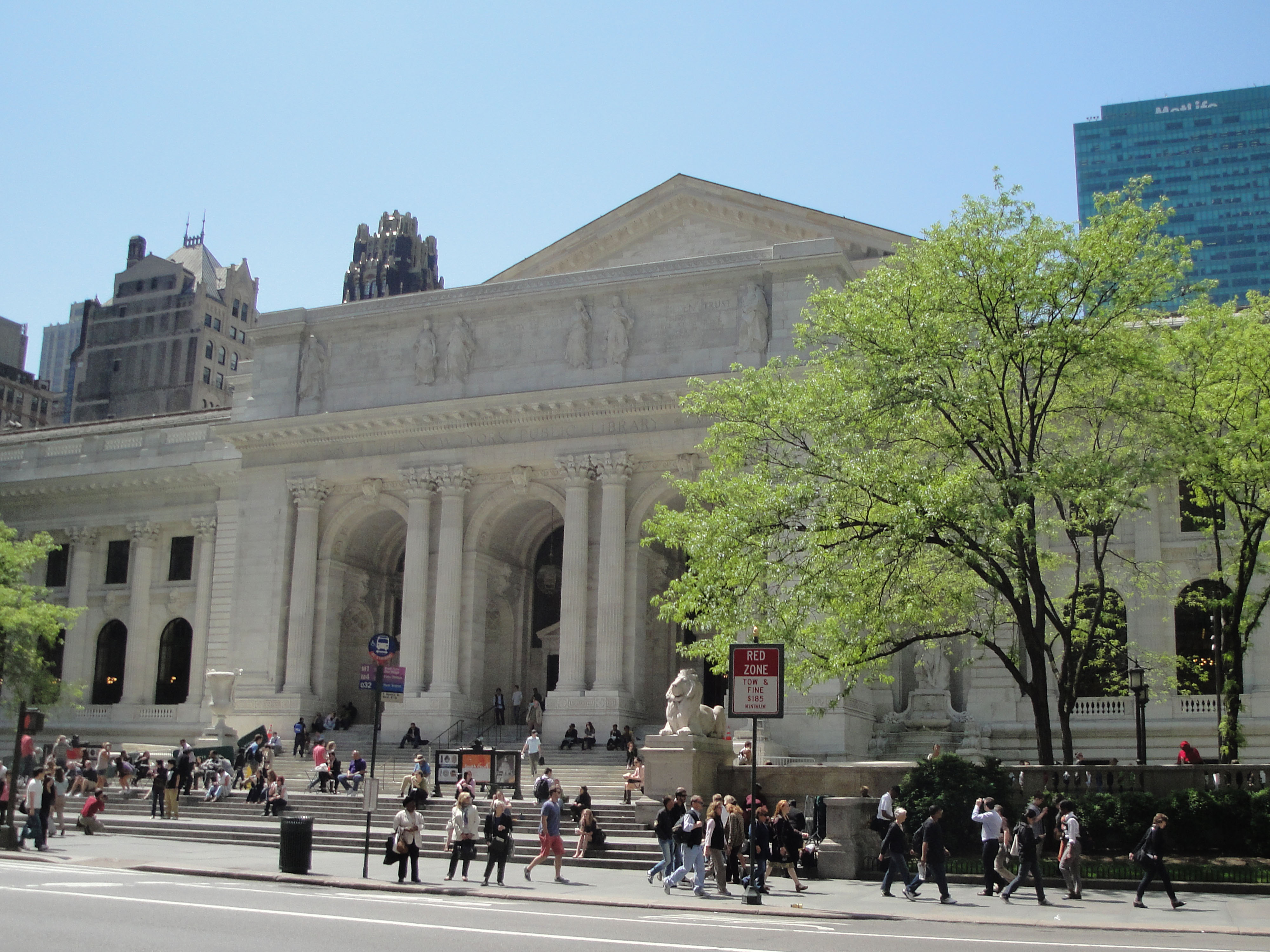
Biblioteca Pública de Nueva York.

En Nueva York, cada ciudad principal (city) y cada condado, tiene al menos un distrito escolar. En las ciudades, la responsabilidad de administrar las escuelas es del distrito escolar municipal, mientras que en las regiones menos densamente pobladas, esta responsabilidad corre a cargo de los distritos escolares que operen en el condado. Nueva York permite la existencia de "escuelas chárter" —escuelas públicas independientes, que no son administradas por distritos escolares, pero que dependen de presupuestos públicos para su sustentación—. La escolarización es obligatoria para todos los niños y adolescentes de más de seis años de edad, hasta la conclusión de la educación secundaria o hasta los quince años de edad.
En 1999, las escuelas públicas del estado atendieron a cerca de 2 888 000 estudiantes, empleando aproximadamente a 202 100 profesores. Por su parte, las escuelas privadas atendieron a cerca de 475 900 estudiantes, empleando aproximadamente a 37 200 profesores. El sistema de escuelas públicas del estado utilizó cerca de 26 885 millones de dólares, y el gasto de las escuelas públicas fue de aproximadamente 10 500 dólares por estudiante. Cerca de un 84,2% de los habitantes del estado con más de 25 años de edad tiene en su haber un diploma de graduado en educación secundaria.
La primera biblioteca pública de Nueva York fue fundada en 1754 en la ciudad homónima. Actualmente, ningún estado de EE. UU. tiene más bibliotecas públicas que Nueva York. Los miles de bibliotecas del estado se encuentran administradas por 750 sistemas de bibliotecas públicas distintos, y mueven anualmente una media de 7,2 libros por habitante. Toda ciudad, municipalidad y condado cuenta al menos con una biblioteca pública.

## Transportes

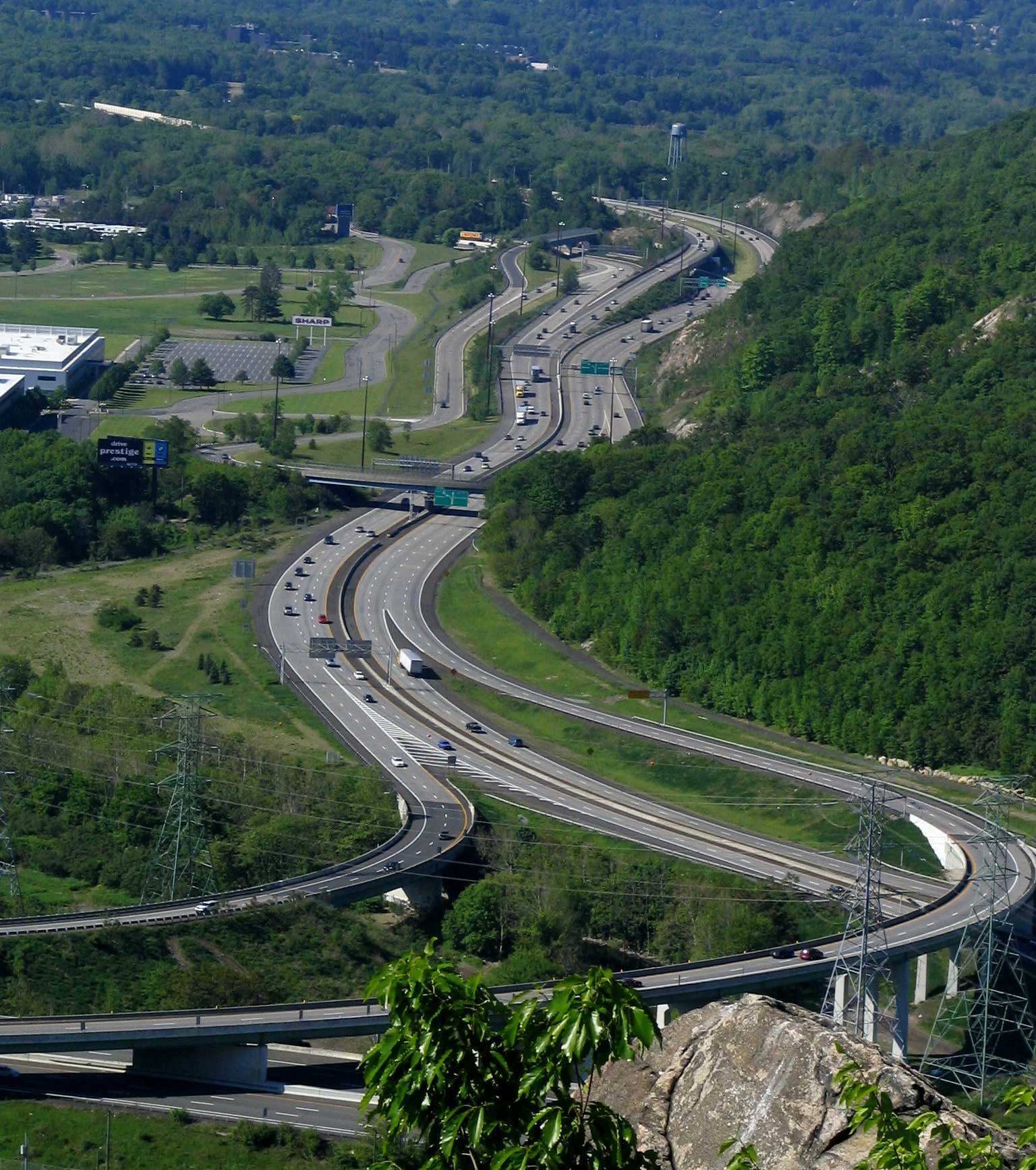
Enlace entre la I-287 y la I-87, a la altura de Suffern.

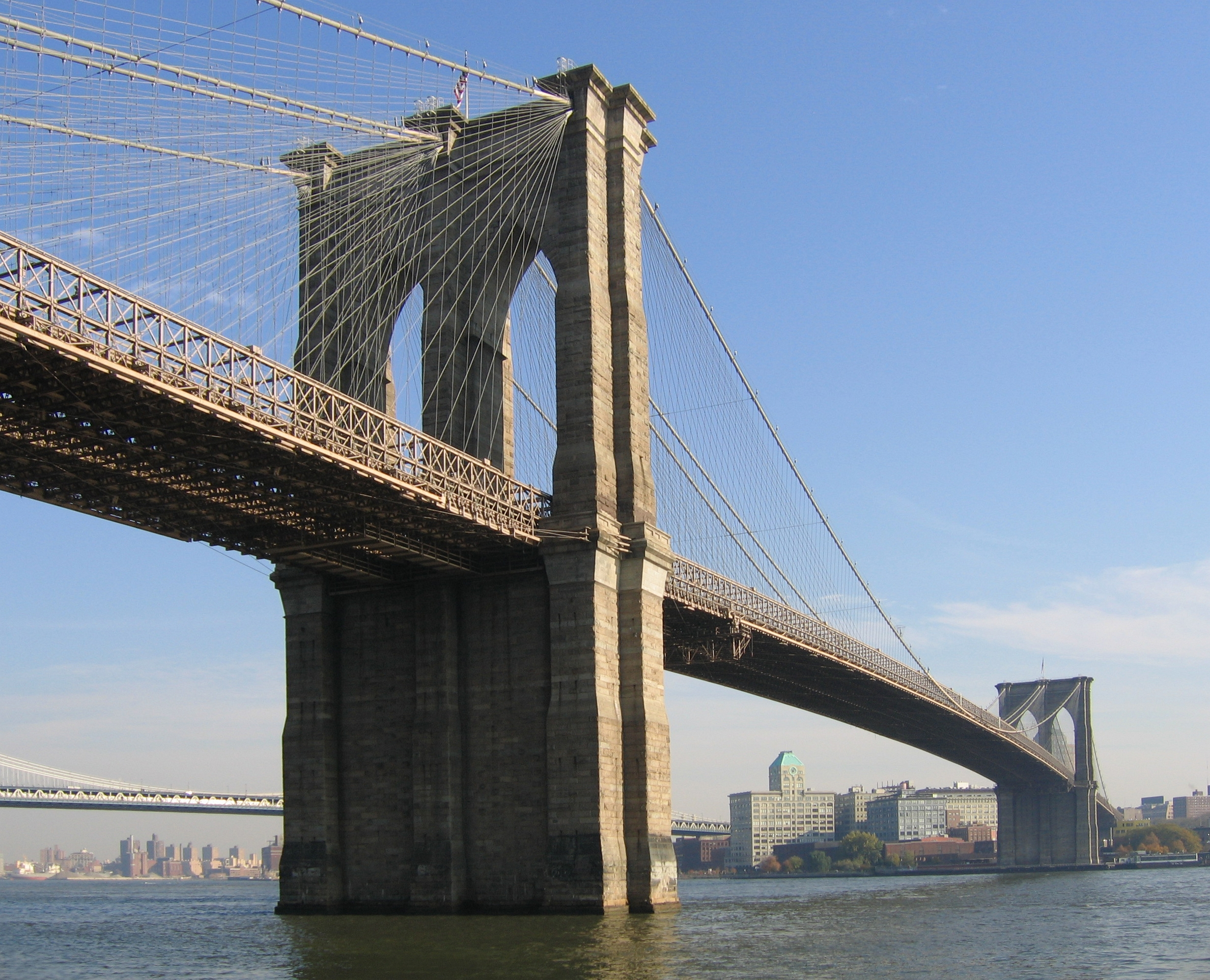
El Puente de Brooklyn.

Nueva York es uno de los principales centros ferroviarios y portuarios de Estados Unidos. Localizado en el centro de la región más densamente poblada de la nación, el estado de Nueva York es una de las principales puertas de entrada y salida de Estados Unidos a otros países.
El Canal de Erie fue inaugurado en 1825. Conecta la región de los Grandes Lagos directamente con el Océano Atlántico, además de facilitar el acceso entre la ciudad de Nueva York y el interior del estado, y, gracias a él, el puerto de Nueva York se convirtió en el más importante del continente. Si no hubiera sido construido, probablemente Montreal (Quebec, Canadá), entonces uno de los principales centros portuarios del continente, se habría convertido en el mayor centro portuario de la costa atlántica de América del Norte. Actualmente, el Canal de Erie no tiene la misma importancia de antaño, ya que se ha visto superado por las carreteras y las vías férreas, aunque continúa siendo un atajo muy usado por las embarcaciones que se desplazan entre el Océano Atlántico y los Grandes Lagos.
Nueva York está comunicado con Canadá mediante puentes localizados sobre el río San Lorenzo y el Niágara, así como mediante líneas de ferris entre Rochester y Toronto.
Nueva York es uno de los mayores centros aeroportuarios del país. El Aeropuerto Internacional John F. Kennedy y el aeropuerto LaGuardia atienden a millones de pasajeros cada año. El Aeropuerto Internacional Buffalo Niagara, en Buffalo, también es otro aeropuerto internacional muy dinámico. Otros aeropuertos internacionales importantes son los de Albany, Rochester y Siracusa.
Las ciudades de Nueva York, Albany, Buffalo y Rochester son importantes centros ferroviarios y viales. Cerca de 40 compañías ferroviarias diferentes suministran servicios de transporte de carga, y Amtrak ofrece servicios de transporte de pasajeros por ferrocarril entre las principales ciudades del estado. Nueva York cuenta con numerosos puentes, entre los que se encuentra el Puente Verrazano Narrows, el puente colgante más largo del país, con un vano principal de 1298 metros de largo, que conecta Staten Island con Brooklyn. Nueva York, en 2002, comprendía 5947 kilómetros de vías férreas. En 2003, el estado tenía 182 055 kilómetros de carreteras y autopistas, de los cuales 2694 kilómetros formaban parte del sistema federal de autopistas interestatales. Nueva York es el único estado estadounidense que invierte más en el transporte público que en las vías públicas (calles, carreteras y autopistas).

### Ciudad de Nueva York

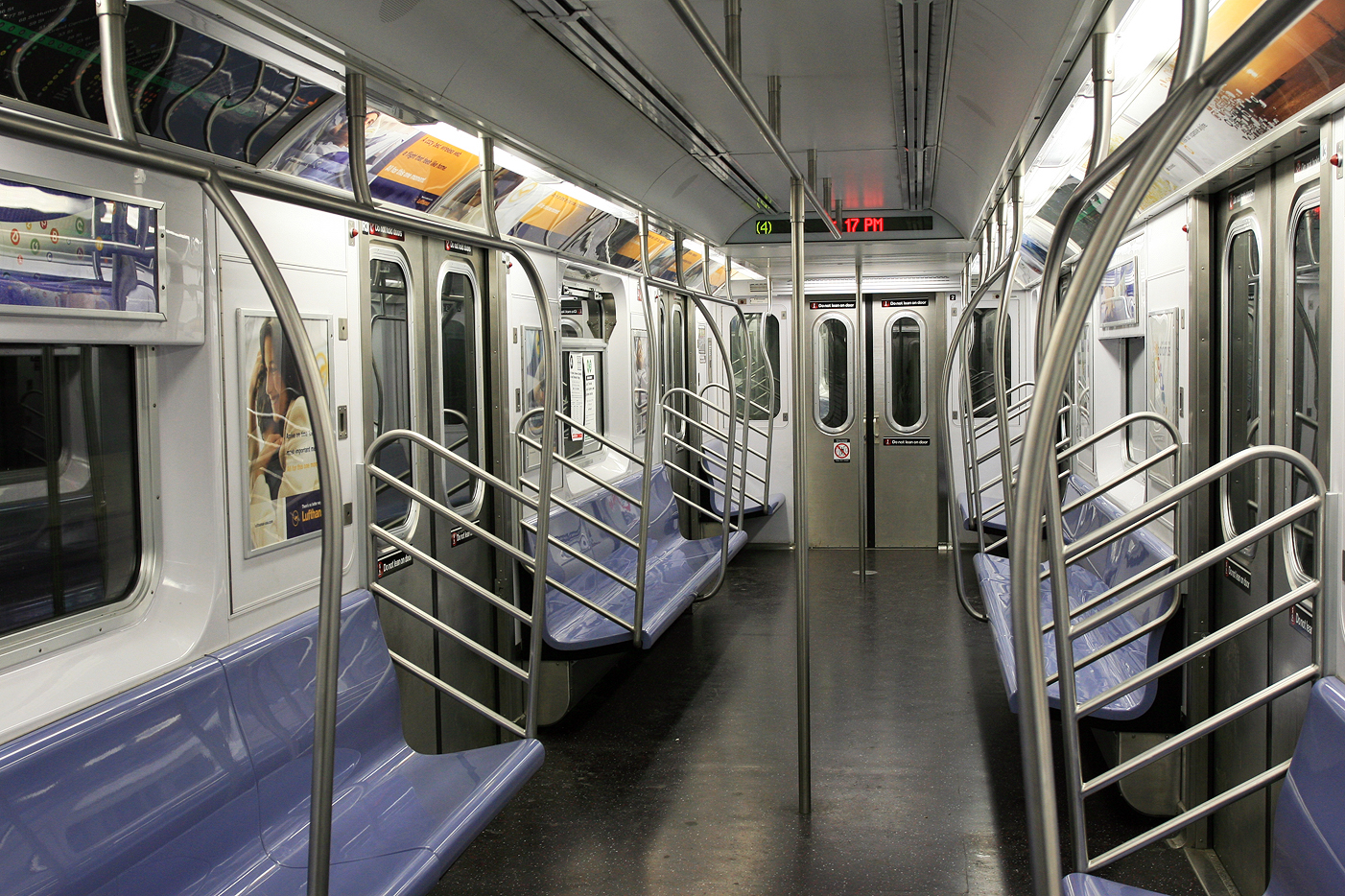
Vagón del Metro de Nueva York.

La ciudad de Nueva York cuenta con la red de transportes más compleja y extensa de los Estados Unidos, con una flota de 12 000 taxis amarillos, un tráfico de 120 000 ciclistas al día, una extensísima red de metro, autobús y ferrocarril, enormes aeropuertos, emblemáticos puentes y túneles, servicio de ferry e incluso un teleférico. Alrededor de uno de cada tres usuarios de transporte público de Estados Unidos y dos tercios de los usuarios de ferrocarril viven en Nueva York y sus suburbios.
Numerosas líneas ferroviarias entran y salen de Nueva York, como el Long Island Rail Road, el Metro-North Railroad, el sistema PATH y varias de las líneas de tren de la New Jersey Transit.

## Medios de comunicación
El primer periódico del estado, el New York Gazette, fue impreso por primera vez en 1775, por William Bradford. Actualmente, Nueva York es el líder nacional de la industria periodística. En el estado se publican más de 830 periódicos, de los cuales cerca de 75 son diarios. Varios de los periódicos más conocidos del país, e incluso del mundo, se imprimen en la ciudad de Nueva York. Entre ellos se encuentran el New York Times, el New York Post y el Wall Street Journal, que posee la mayor tirada diaria del país. En el estado se publican también cerca de 2300 revistas. Entre ellas están las mundialmente famosas Newsweek, Time Magazine y Reader's Digest. La Associated Press también tiene su sede en la ciudad de Nueva York.
La primera cadena de radio del estado de Nueva York fue inaugurada en 1922, y la primera cadena de televisión, en 1941, ambas en la ciudad de Nueva York. El primer sistema de transmisión transcontinental de radio fue establecido en 1926, por la NBC, en la ciudad de Nueva York. Esta ciudad alberga las sedes de numerosas empresas de radiodifusión, tales como la NBC, la ABC, la CBS y la Fox. Actualmente, Nueva York tiene cerca de 381 cadenas de radio, de las cuales 134 son AM y 247 son FM, y 50 de televisión.

## Cultura

### Fuerzas armadas
Al menos cinco navíos de la Armada de los Estados Unidos han sido bautizados en homenaje al estado de Nueva York. El 10 de septiembre de 2004 se inició la construcción del USS New York (LPD-21), el sexto navío en ser bautizado en homenaje al estado. Una parte del barco es de los escombros del World Trade Center.

### Símbolos del estado
Éstos son los símbolos del estado de Nueva York:
- Apodo: Empire State
- Árbol: arce azucarero (acer saccharum)
- Bebida: leche
- Flor: rosa
- Fruta: manzana
- Insecto: mariquita
- Lema: Excelsior (del latín: «lo más alto»)
- Mamífero: castor (castor canadensis)
- Música: I Love New York (“Amo Nueva York”)
- Pájaro: Sialia sialis
- Pez: trucha de arroyo (salvelinus fontinalis)
- Piedra preciosa: granate
- Eslogan: «I Love New York» («Amo Nueva York»)

### Deporte

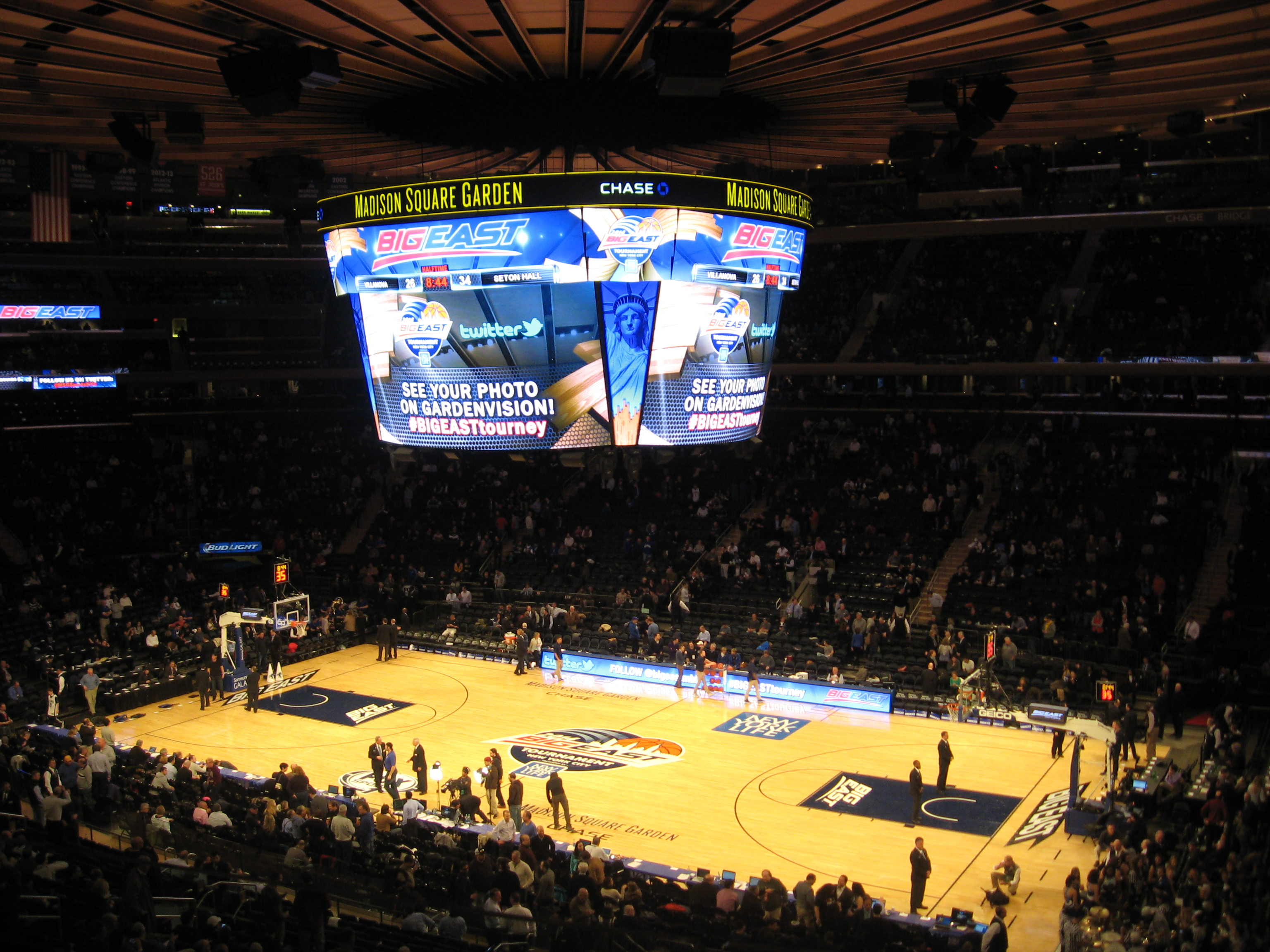
El pabellón Madison Square Garden.

La ciudad de Nueva York tiene numerosos equipos deportivos profesionales de grandes ligas. Los New York Yankees y los New York Mets juegan actualmente en las Grandes Ligas de Béisbol, en tanto que los New York Giants y Brooklyn Dodgers se mudaron a California en 1958.
La ciudad está representada en la National Football League por los New York Jets y New York Giants, aunque ambos equipos juegan como local en el MetLife Stadium, localizado en Nueva Jersey. Los Buffalo Bills sí juegan dentro del estado de Nueva York.
Los equipos de la NBA de Nueva York son los New York Knicks y los Brooklyn Nets. Los New York Rangers, New York Islanders y Buffalo Sabres juegan en la National Hockey League.
En fútbol, el New York City FC y los New York Red Bulls son los equipos que representan a la ciudad en la Major League Soccer. Además, Nueva York contó con otros míticos equipos de fútbol, ya desaparecidos, como el MetroStars y el New York Cosmos.
En Automovilismo se destacan las carreras como la carrera de resistencia las 6 Horas de Watkins Glen como una de las carreras importantes en Estados Unidos. en NASCAR, en un fin de se celebra carreras también en el circuito de Watkins Glen, una de 200 millas de la segunda división, y otra de 220 millas de la categoría más importante de NASCAR. Ambas carreras se hacen entre julio y agosto.
Por otra parte, en Nueva York se realiza el Abierto de los Estados Unidos, uno de los cuatro torneos de tenis de Grand Slam, y la Maratón de Nueva York. El Barclays es un torneo de golf que se juega desde 1967, aunque algunas ediciones se han realizado en Nueva Jersey. El Madison Square Garden ha albergado numerosos combates de boxeo, entre ellos el primer duelo entre Muhammad Ali y Joe Frazier. En las décadas de 1980 y 1990 se realizó el Gran Premio de Meadowlands, una carrera de automovilismo de la CART.